# Ryssland
Ryssland (ryska: Россия, tr. Rossija), formellt Ryska federationen (ryska: Российская Федерация, tr. Rossijskaja Federatsija), är en federal republik som omfattar stora delar av Östeuropa och hela Nordasien. Landet gränsar i väster till Norge, Finland, Estland, Lettland, Belarus och Ukraina, samt via exklaven Kaliningrad oblast vid Östersjökusten till Litauen och Polen, och i sydväst till Georgien, Azerbajdzjan, Svarta havet samt Kaspiska havet. I norr gränsar Ryssland till Norra ishavet och i sydost till Kazakstan, Kina, Mongoliet och Nordkorea. Landet gränsar i öster till Stilla havet och har där även havsgräns mot Japan och den amerikanska delstaten Alaska.
Ryssland är världens till ytan största land och täcker stora delar av både Europa och Asien. Gränsen mellan världsdelarna går vid Uralbergen. Ryssland har omkring 143 miljoner invånare (2022). I huvudstaden Moskva bor cirka 12 miljoner människor.
Ryska federationen består av sammanlagt 83 administrativa och territoriella enheter, så kallade federationssubjekt. De 83 subjekten utgörs av 21 republiker, 9 territorier (kraj), 46 regioner (oblast), 4 autonoma distrikt, 1 autonom region och 2 federala städer. Samtliga federationssubjekt är representerade med två ledamöter var i det ryska parlamentets överhus, federationsrådet, som alltså sammanlagt har 178 ledamöter. Det påminner om sammansättningen av USA:s senat men går också tillbaka på tidigare traditioner i Ryssland då Sovjetunionens högsta sovjet uppdelades i två kammare med olika representation från olika landsdelar.
Ryska federationen skapades som en ombildning av Ryska SFSR, i samband med Sovjetunionens sammanbrott 1991. Republiken var under den sovjetiska tiden unionens överlägset största delrepublik, och ryska var det prioriterade unionsspråket. Landet har sedan dess återknutit och utvecklat de ekonomiska banden med många före detta sovjetrepubliker, inklusive genom framväxten av Euroasiska ekonomiska unionen. Ryssland har dock ansträngda relationer med flera andra före detta sovjetrepubliker, vilket bland annat lett fram till GUAM-samarbetet mellan Georgien, Ukraina, Azerbajdzjan och Moldavien. Alla dessa har under senare år varit direkt eller indirekt inblandade i militära konflikter med Ryssland, och i alla fyra länderna patrullerar rysk militär i ockuperade delar av deras territorium. Sedan februari 2022 har Ryssland inlett ett fullskaligt militärt angrepp på Ukraina – ett grannland med en konfliktfylld relation till Ryssland – med en massiv nedfrysning av ekonomiska och politiska relationer till västvärlden som följd.

## Historia

### Förhistoria

#### Stenåldern
De paleolitiska bosättningarna i Ryssland är omfattande. Bland fynden från moustérientiden kan nämnas grottan Kiik-Koba på Krim, i dagens Ukraina, med typisk neanderthalkaraktär. I Ryssland har Denisovagrottan, Okladnikovgrottan och slutligen Mezmaiskayagrottan lämnat viktiga bidrag i studiet av äldre människoarter. Neandertalarna har haft ett större utbredningsområde än man tidigare trodde. Särskilt yngre paleolitisk tid, 35000–10000 f.Kr., uppvisar en rad viktiga fyndorter, där bland annat Kostjenki vid Dons och Metsin vid Dneprs övre lopp visar klar kontakt med samtida kulturgrupper i Västeuropa. I ett betydande gravfält vid Sungir utanför Moskva har de döda gravlagts med praktfulla dräkter av uppträdda snäckor och pärlor.
Under mesolitisk tid domineras västra Ryssland med Baltikum av de så kallade skogskulturerna som i Norden går under benämningen Maglemosekultur: Swidérien och Kunda. Centralrysslands mesolitiska kulturer brukar uppdelas i Volga-Oka-kulturen, Kamakulturen och Dneprkulturen. De första jordbrukskulturerna uppträder söderifrån under 3000-talet f.Kr. och framför allt i den så kallade Tripoljekulturen i sydväst är av betydelse för spridning av jordbruk till regionen. Lerstatyetter är vanliga bland annat av fruktbarhetsgudinnor. Subneolitiska jägarpopulationer med keramik dominerar samtidigt de nordligare delarna i Centralryssland och kamkeramisk i nordvästra delen. Den senare omfattar även Finland, Baltikum och norrlandskusten till Kalix älv.

#### Brons- och järnåldern (till 500 e.Kr.)
Den tidigaste metallåldern tränger fram från öster i form av stridsyxekulturer. I Centralryssland utvecklas Fatjanovokulturen med enmansgravar, där skeletten placeras i hopkrupen, sidliggande ställning. I söder utvecklas den så kallade katakombgravskulturen, där de döda placeras i schakt, stenkistor, katakomber eller timmergravar.
Under första hälften av det sista förkristna årtusendet introduceras järnet i Ryssland, och den mest betydande kulturkretsen är skyternas, vilkas praktfulla gravar vittnar om kontakter med Centraleuropas kelter och Italiens etrusker samt med greker och främre-orientaliska kulturer, bland annat Assyrien. Starkt påverkad av skyterna växte Ananjinokulturen fram kring nedre Kama. På 400-talet e.Kr. passeras Ryssland åter av östliga ryttarnomader, hunnerna, och ungefär samtidigt sprider sig slaverna inåt Östeuropa.

#### Från 500 e.Kr.
Under nordisk vendeltid (550–800 e.Kr.) handlade slaviska stammar aktivt med vikingarna och befolkningen i det moderna Sverige. På vägen från varjagerna till grekerna använde vikingarna de stora slaviska bosättningarna i Ladoga (Staraja Ladoga), Ilmen (Holmgård, det nuvarande Novgorod) samt Gnesdovo invid Smolensk vid övre Dnepr som handelsplatser och omlastningsstationer. Rika skandinaviska gravfynd har tagits fram på dessa platser, och en stor skandinavisk bosättning kan påvisas, även om de slaviska inslagen i materialet visar stark blandning mellan folkgrupperna.
Norra och västra Ryssland beboddes under vikingatiden (800–1050) av en mängd finsk-ugriska och slaviska stammar utan fastare organisation. Vid den stora Volga-kröken bodde bulgarerna med huvudstaden Bolgar, i Sydryssland huserade magyarerna och längre österut kasarerna. Redan på 700-talet hade dessa folk skapat betydande riken. På 800-talet framträdde ett nytt turkfolk från öster, petjenegerna, och magyarerna pressades västerut till sitt nuvarande område i Ungern.

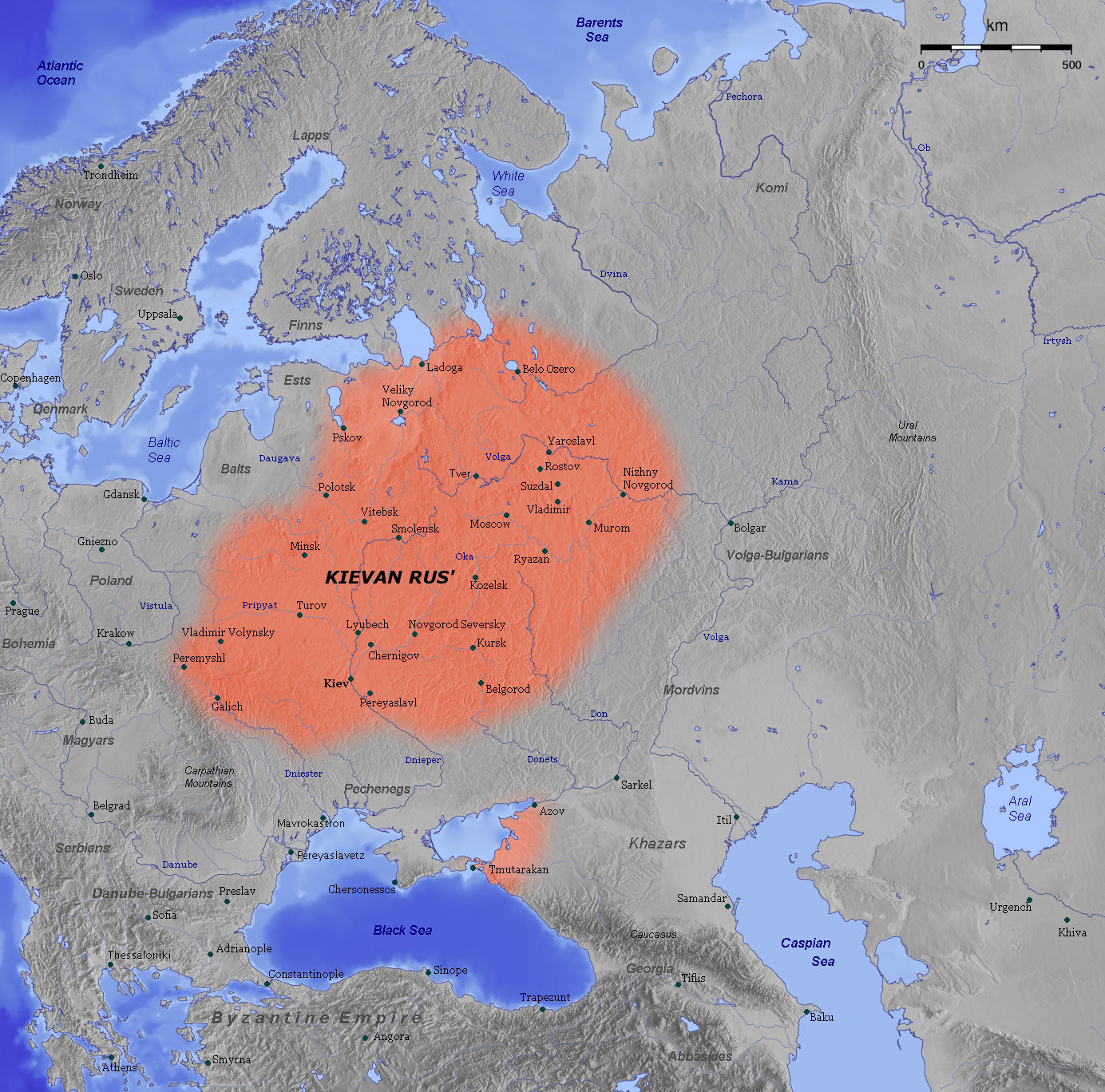
Kievrus.

Dessa händelser innebar ett svårt avbräck för den nordiska handeln med kalifatet, och vikingarna måste söka sig västligare handelsvägar. Enligt Nestorskrönikan skulle varjager från sveariket ha uppträtt i Ryssland och utkrävt skatt av befolkningen år 862. År 865 kallades enligt samma källa Rurik och hans båda bröder till landet för att bringa ordning bland de slaviska stammarna, och de slog sig då ned i Novgorod, Beloosero och Isborsk.
Ättlingen Oleg efterträdde Rurik och besittningen Kiev och i början av 900-talet angrep han Konstantinopel. Krönikans berättelser upptar sannolikt detaljer ur svearnas långt tidigare expansion i Ryssland. Det av ruser grundade skandinaviska väldet kallades Gårdarike. Under storfurstarna Vladimirs och Jaroslavs tid mot slutet av 900-talet började en sammansmältning av nordisk och slaviska element.

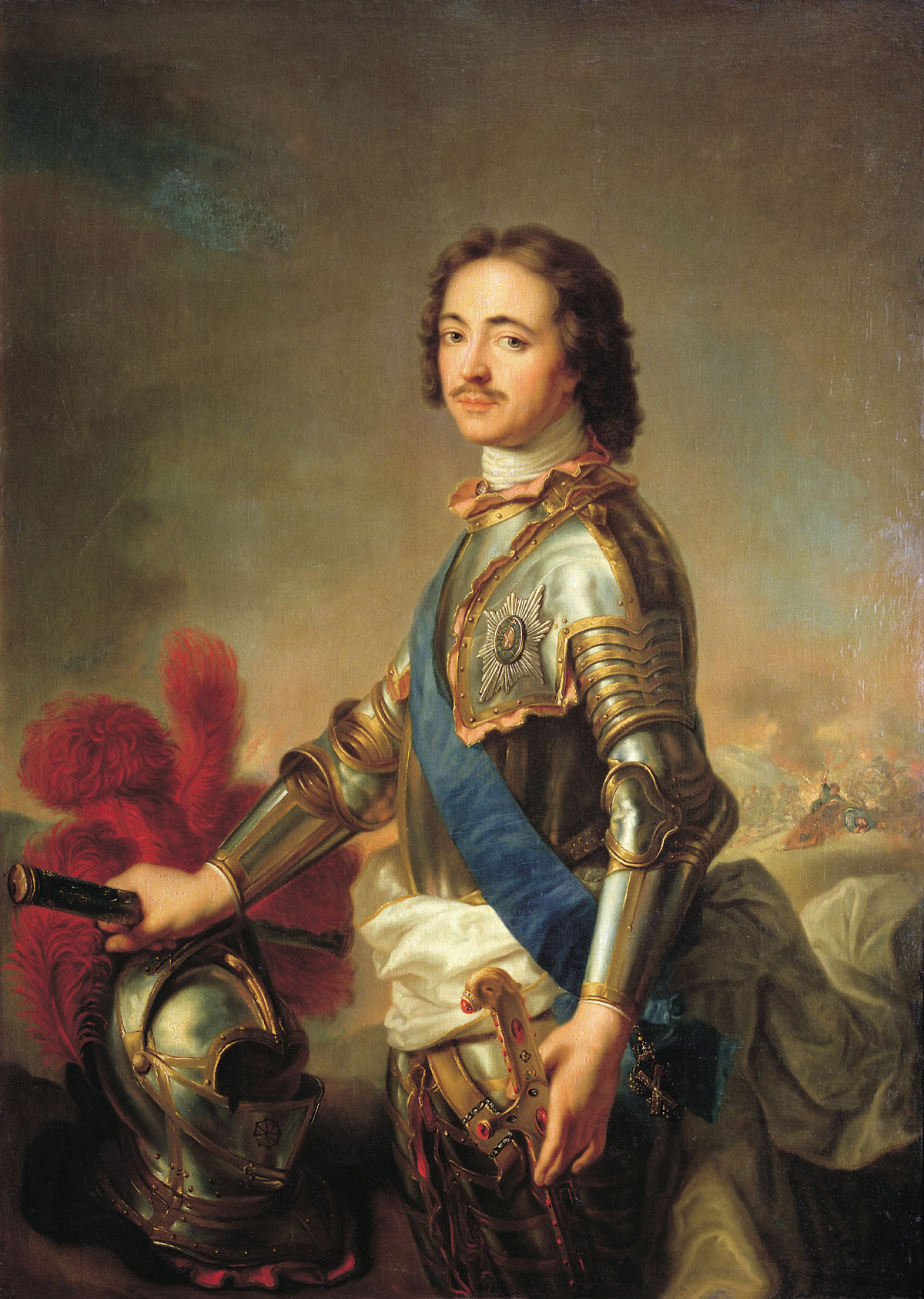
Tsar Peter I inledde viktiga reformer i Ryssland.

### Kievriket och mongoliska erövringar
Den första slaviska statsbildning som senare skulle komma att utvecklas till bland annat Ryssland tillkom i Kievområdet (Kievriket), senare Ukraina. Föregångaren till Ukraina ska ha grundats år 862 då Rurik blev knez i Rutenien. Under de första århundradena var Novgorod, Vladimir och Kiev huvudstäder. Moskva omnämns första gången i krönikorna år 1147, men det dröjde lång tid innan Ryssland i modern mening etablerades.
Under mitten av 1200-talet erövrade mongolväldet Rus, och under 250 år framöver var det ryska området skyldigt att betala tribut till mongolerna. Dessutom anföll mongolerna, som hade sitt säte i Gyllene horden, med jämna mellanrum ryska städer.
Under denna tid utvecklades Ryssland mycket ringa och styrdes i praktiken av mongolerna, även om de ryska furstarna de jure hade makten. Sista slaget mot mongolerna stod 1480 vid floden Ugra, då mongolerna slutligen förlorade kontrollen över de ryska områdena.

### Moskvas expansion och tsartiden
Under den senare medeltiden växte storfurstendömet Moskva fram, och den expanderade under 1500-talet sakta men säkert österut in i Asien. Början av 1600-talet kallas den stora oredan. Polska styrkor trängde in i Ryssland och försökte installera lydtsarer. Denna oreda kom till på grund av att Rurikätten dött ut i och med Ivan den förskräckliges andre sons död. Efter tio års strider och maktkamp lyckades man tränga undan de polsk-litauiska trupperna, och Michail Romanov utropades till tsar 1613.

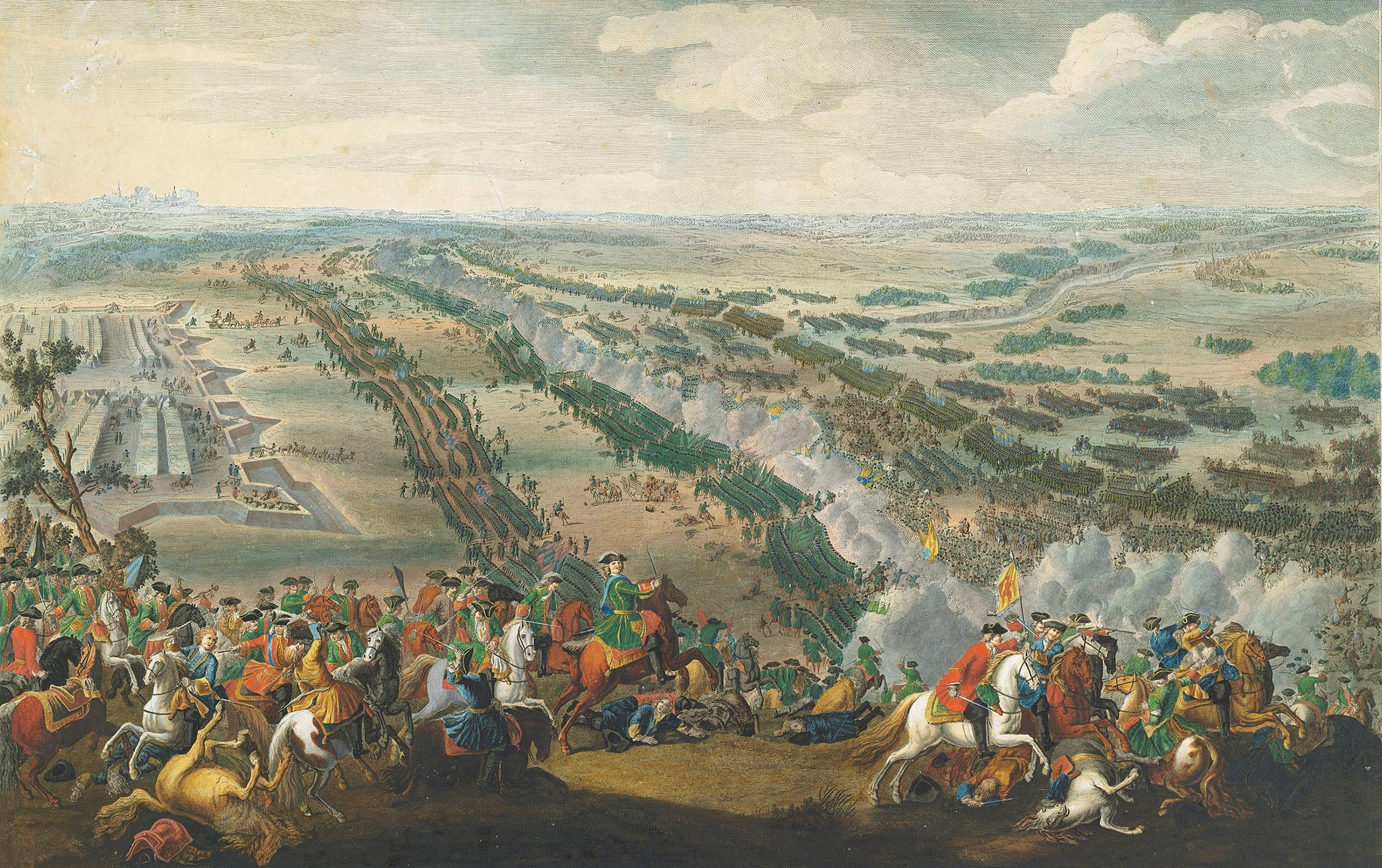
Målning av Pierre-Denis Martin som föreställer Slaget vid Poltava 1709.

När Peter den store tog över regeringen 1694 (han hade blivit tsar vid tio års ålder 1682, men fram till 1694 regerade hans mor och syster i hans ställe) inleddes en reformperiod för Ryssland, för att omvandla landet till en västerländsk stat. Denna stat kallas i dag Tsarryssland. Dessa reformer fick stor betydelse för överklassens vardag – för deras klädsel, vanor, sociala liv och utbildning, och för att använda landets resurser och handelsvaror på ett mer genomtänkt sätt. Han lät bygga den västinfluerade staden Sankt Petersburg. Denna grundades 1703 och var huvudstad under perioden 1712–1918; efter revolutionen kom Moskva på nytt att utses till huvudstad. Under en stor del av Peter den stores tid som regerande tsar deltog Ryssland i det Stora nordiska kriget.
Efter freden i Nystad 1721 började Tsarryssland att växa även mot väster, för att till slut etableras som en av Europas stormakter. Landet kallas från denna tid Kejsardömet Ryssland. Rysslands tillväxt skedde genom ett flertal krig, bland annat mot Sverige som 1809 tvingades överlämna Finland till Ryssland, och mot Napoleon I (1812–14). Efter lång tid av diskussioner avskaffade tsar Alexander II år 1861 den avskydda och föråldrade livegenskapen. Tjugo år senare mördades han av revolutionärer.
Under 1900-talets början uttrycktes missnöje mot statsmakten, och folkliga krav på förändring spred sig runtom i Europa. I Ryssland ledde omfattande strejker bland arbetare i städerna och protester på landsbygden samt ett misslyckat krig (se Rysk-japanska kriget) till att en revolution bröt ut 1905. Tsar Nikolaj II svarade med att placera ut soldater, och ett antal demonstranter avled genom beskjutning. Detta besvarades med världens ditintills största generalstrejker och uppror. Tsaren tvingades lätta på makten och tillät nu för första gången ett parlament, duman, att dela makten med honom. Duman upplöstes dock efter bara något år, efter ett par nyval, och sammanträdde på nytt inte förrän efter februarirevolutionen 1917. Dessutom tillät tsaren arbetarna att sätta upp arbetarråd, så kallade sovjeter. Finland fick samtidigt allmän rösträtt för kvinnor och män till en nyinrättad enkammarriksdag, men efter 1909 tog förryskningspolitiken fart där och den finska lantdagen fick inte sammanträda igen förrän år 1917.
Den revolutionära stämningen i Ryssland fortsatte, och bristen på mat kulminerade i februarirevolutionen 1917 mot tsarväldet. Tsaren försökte återigen återupprätta kontrollen över landet, och soldater sändes ut för att skingra massorna; detta slutade dock med att soldaterna sköt sina officerare och ställde sig på demonstranternas sida. Tsaren hade nu inget annat val än att abdikera. En provisorisk regering under Aleksandr Kerenskij installerades. Bolsjevikerna var emellertid de som hade störst inflytande i arbetarråden. Rysslands förluster och nederlag i det pågående första världskriget gjorde att folkopinionen vände sig mot den provisoriska regeringen som valt att fortsätta kriget. Man krävde mer makt åt sovjeterna, och bolsjevikerna – med bland andra Vladimir Lenin och Grigorij Zinovjev i spetsen – var de som hade den egentliga makten i huvudstaden Petrograd (nuvarande Sankt Petersburg). Bolsjevikerna fick allt större stöd, och även inom majoritetspartiet Socialistrevolutionärerna – Kerenskijs parti – valde medlemmar att gå över till bolsjevikerna som utlovade förändring.

### Sovjetunionen
I oktoberrevolutionen, som enligt den senare införda gregorianska kalendern bröt ut den 6 november 1917, tog bolsjevikerna makten i Petrograd och kunde upprätta regering efter en i det närmaste oblodig revolution (enligt vissa benämnd statskupp) och Ryska socialistiska federativa sovjetrepubliken (förkortat Ryska SFSR), bildades. Efter freden i Brest-Litovsk drog sig Ryssland ur kriget. Ryska inbördeskriget 1918–1922 utkämpades mellan Röda armén och den Vita armén som hade stöd från flera av Rysslands allierade i första världskriget. Efter att Röda armén lyckats försvara revolutionen utropades Unionen av socialistiska sovjetrepubliker 1922 som bildades av – inledningsvis – fem sovjetrepubliker.
Vladimir Lenin, som varit ledaren för bolsjevikerna samt ordförande i Ryska SFSR, efterträddes 1922 av Josef Stalin (generalsekreterare i centralkommittén). Efter en maktkamp med Lev Trotskij och hans fraktion inom kommunistpartiet. Stalin industrialiserade Sovjetunionen och skapade en stormakt av det tidigare omoderna landet. Hans tid vid makten kom också att kännetecknas av en utbredd personkult och utrensningar av oliktänkande.

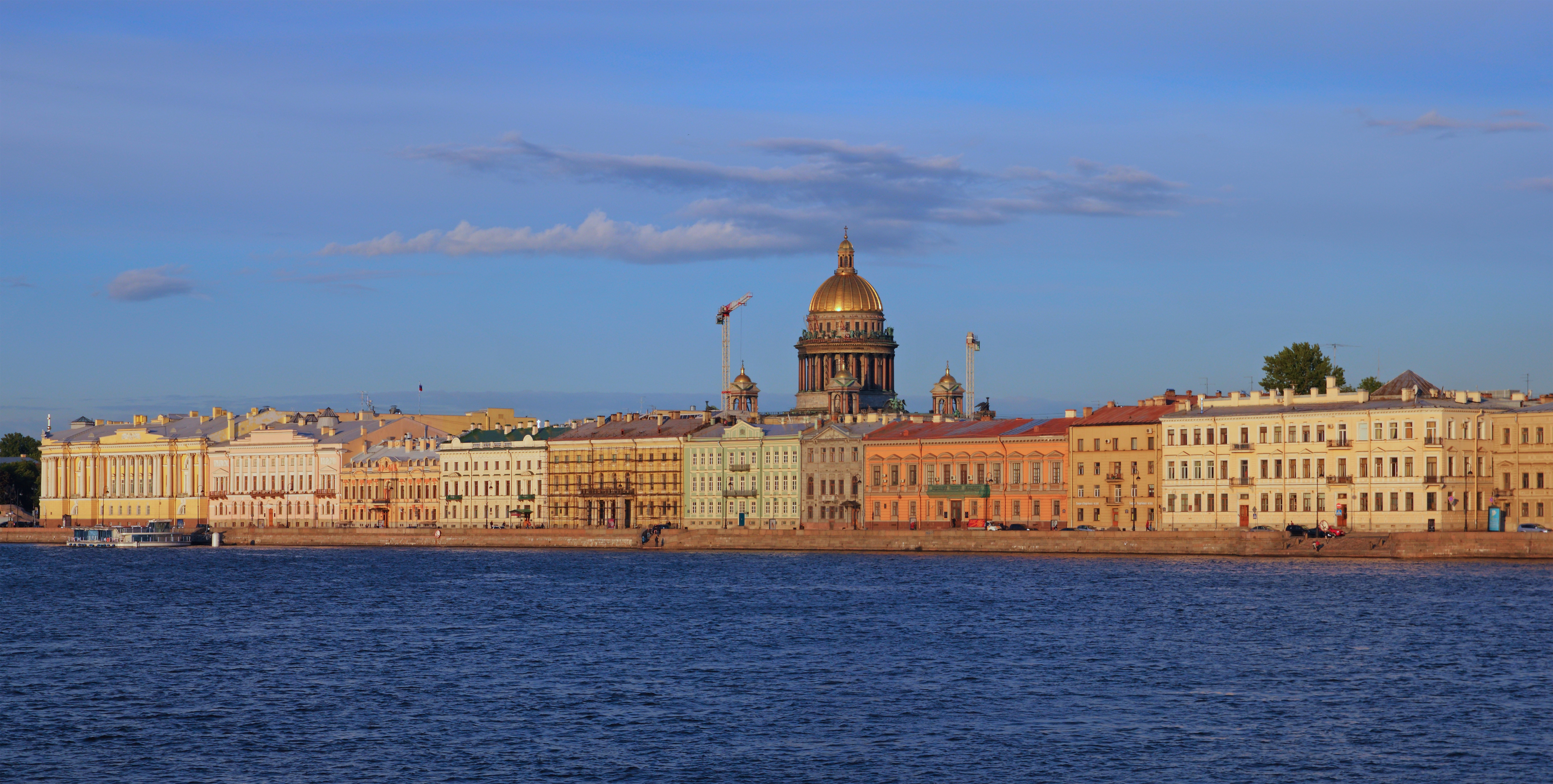
Floden Neva i Sankt Petersburg.

Under andra världskriget fördes ett utplåningskrig mellan Nazityskland och Sovjetunionen, sedan Hitler 1941 beordrat Operation Barbarossa, där flera sovjetiska städer under lång tid var belägrade av tyska soldater. I slutändan knäckte dock Sovjetunionens industri, dess stora befolkning och kalla vintrar Tyskland, då den enorma fronten i öster slukade mer resurser än vad det nazityska riket kunde producera. Sovjetunionen fick dock betala dyrt för sin seger, med 8 800 000 döda soldater, 12 700 000 döda civila och ett sönderbombat och plundrat land. Försvarskriget och motoffensiven från Sovjetunionens sida brukar benämnas ”det stora fosterländska kriget”, och segern firas varje år den 9 maj, det datum då tyskarna kapitulerade.
Andra världskriget följdes snabbt av en konflikt med främst USA, vilken kom att benämnas det kalla kriget. Konflikten ledde aldrig till öppet krig utan utkämpades främst på en industriell nivå samt genom att de båda blocken gav stöd till varsin part i en konflikt inom eller mellan andra länder (till exempel Koreakriget 1953). Det kalla kriget märktes även inom vapenutvecklingen; såväl USA som Sovjetunionen hade några år efter andra världskriget utvecklat både atombomben och vätebomben. Senare, under 1970-talet, talades det också mycket om den så kallade neutronbomben.
Sovjetunionen hade en gynnsam position utrikes som motståndare till ”nordamerikansk imperialism”, vilket ledde till att landet hade stort stöd hos befolkningen i koloniserade områden i Afrika, Latinamerika, Asien och Mellanöstern. Sovjetunionen hade framgångar i början av kalla kriget, då man skickade upp den första konstgjorda satelliten och senare den första människan i omloppsbana runt jorden. Sovjetunionen genomförde också den första obemannade landningen på månen och är ensamt om att ha skickat upp en helt automatiserad obemannad rymdfärja, Buran, för att sedan landa den igen (1988). Det kan nämnas att rymdfärjan aldrig hade någon bemannad besättning, då projektanslagen drogs in efter Sovjetunionens kollaps.
Under senare delen av 1980-talet började ledaren för det kommunistiska partiet, Michail Gorbatjov, reformera landets ekonomi, där han tog små steg mot att skapa en demokrati med en västeuropeisk stat som mall. Slagorden för hans kampanj blev ”glasnost” (ryska för ’öppenhet’) och ”perestrojka” (’ombyggnad’). Försöken skapade dock katastrofala socioekonomiska förhållanden i Östeuropa, vilket efter en misslyckad militärkupp 1991 ändade med Sovjetunionens kollaps.

### Ryska federationen
Ryska federationen förklarade sig oberoende den 12 juni 1990, som en del i planerna att etablera en helt självständig stat. Sovjetunionen upplöstes officiellt den 31 december samma år, sedan även alla andra delrepublikerna utropats sig självständiga. Ryssland var de facto självständigt redan 25 december, sedan Sovjetunionen i praktiken upplösts genom president Gorbatjovs avgång utan efterträdare.

#### Roll som stormakt
Ryssland har under 2000-talet, som den största av de tidigare sovjetrepublikerna, försökt att återuppnå Sovjetunionens roll som stormakt och supermakt. Man har länge hindrats av landets svåra ekonomiska, sociala och militära problem. Ryssland har under olika tidsperioder varit involverat i inbördeskrig i Tjetjenien: första Tjetjenienkriget (från 1994 till 1996) och andra Tjetjenienkriget samt oroligheterna som följde (1999–2009). 
Våren 2014 annekterade landet illegalt halvön Krim från Ukraina (se Krimkrisen). Därefter bidrog man med militärt och ekonomiskt stöd till de två ukrainska utbrytarrepublikerna Donetsk och Lugansk, så att de kunde stå emot Ukrainas försök att återerövra områdena. Från 2015 engagerade sig landet i inbördeskriget i Syrien, på Assad-regimens sida.
I juli 2021 uttalade president Putin att Ukraina är en "omistlig del av Ryssland", vilket följdes av upptrappad rysk militärnärvaro i gränsområdena mot Ukraina och i Belarus. Den 24 februari 2022 inledde Ryssland en militär invasion av Ukraina. Ryssland beskriver detta som en "fredsbevarande operation" i östra delen av landet, vilket motsägs av mängden döda och skadade – i olika delar av Ukraina – som en direkt följd av det ryska angreppet. Rysslands invasion har lett till kraftiga internationella reaktioner på en rad områden, och via massiva sanktioner och brutna affärskontakter med västvärlden infördes en ekonomisk järnridå väster om Ryssland (och det lojala Belarus). En del länder, däribland Kina och Indien, har dock ställt sig utanför sanktioner och inte fördömt kriget.
Efter västvärldens sanktioner och hjälp till Ukraina, i landets försök att hejda invasionen, har Ryssland försökt hävda sin roll som stormakt. Man har påmint omvärlden om att man är en kärnvapenmakt, och att man kan utnyttja detta ifall andra länder intervenerar i den rysk-ukrainska konflikten.

#### Ekonomisk utveckling
Efter att ha genomgått en kraftig nedgång under 1990-talet, som nådde kulmen 1998, återhämtade sig den ryska ekonomin i början av 2000-talet. Detta skedde delvis på grund av stigande priser på råolja, där Ryssland är en av världens största exportörer.

#### Presidenter
Boris Jeltsin var Rysslands president fram till den 31 december 1999, då han efterträddes av Vladimir Putin.
I maj 2008 valdes Dmitrij Medvedev, med stöd av Vladimir Putin, till Rysslands tredje president. Medvedev fokuserade mycket på ”kriget mot korruptionen” och framförallt den korrupta polisen, men trots vissa framsteg kvarstår problemen.
Våren 2012 återvaldes Vladimir Putin till president med officiellt cirka 64 procent av rösterna. Efter godkännande i parlamentet, författningsdomstolen och en folkomröstning 2020 förlängdes Putins möjligheter att sitta kvar vid makten. Detta innebär ytterligare två mandatperioder 2024, det vill säga fram till 2030.
I januari 2020, i god tid innan mandatperiodens slut 2024, presenterade Putin förslag på författningsändringar. Förändringarna, som gör det möjligt för Putin att sitta kvar i ytterligare två mandatperioder efter 2024, godkändes under våren av parlamentet och författningsdomstolen samt i en folkomröstning som hölls i juli 2020.

## Geografi

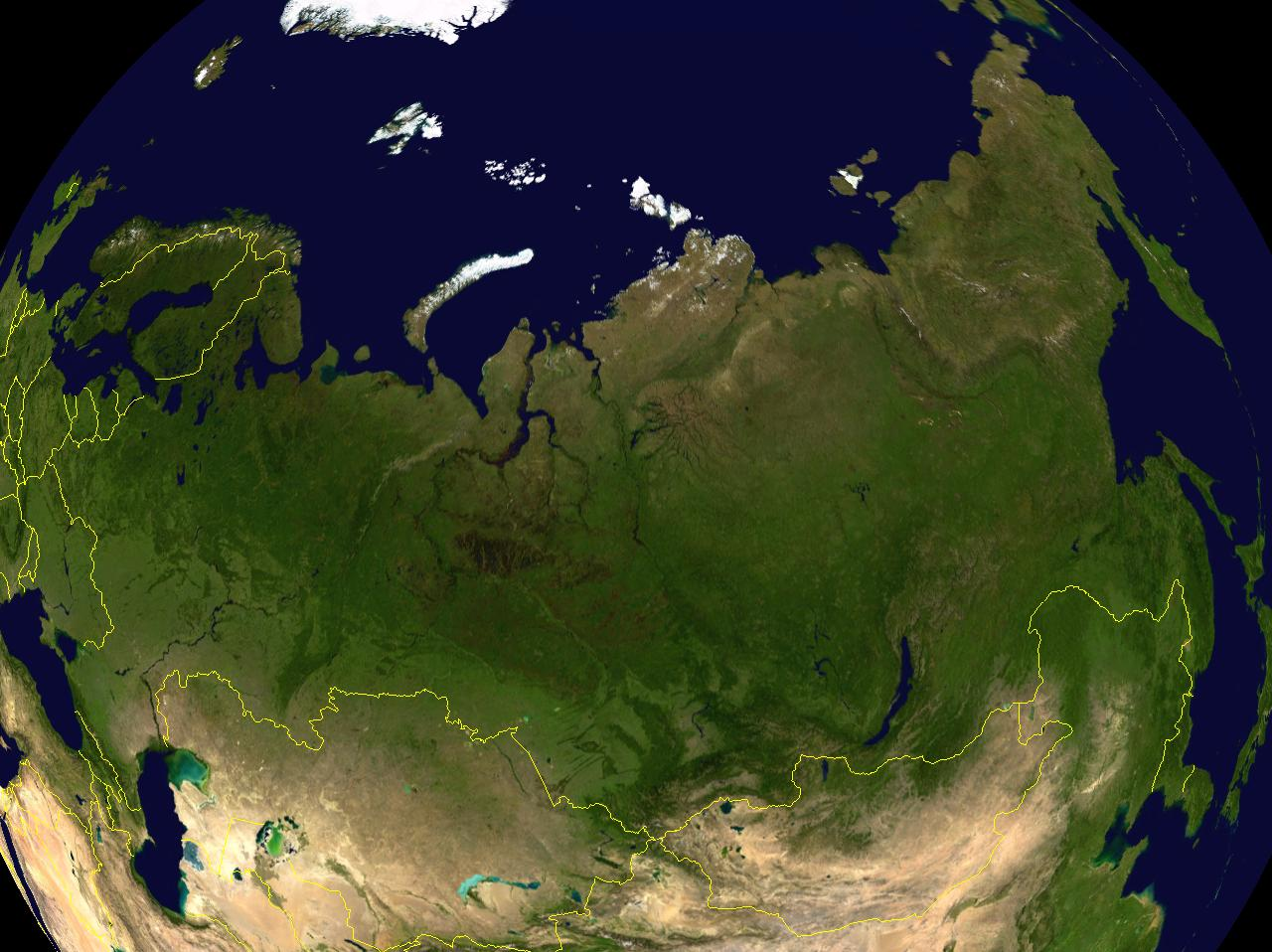
Satellitvy över Ryssland samt Belarus. Belarus anges här som ryskt territorium.

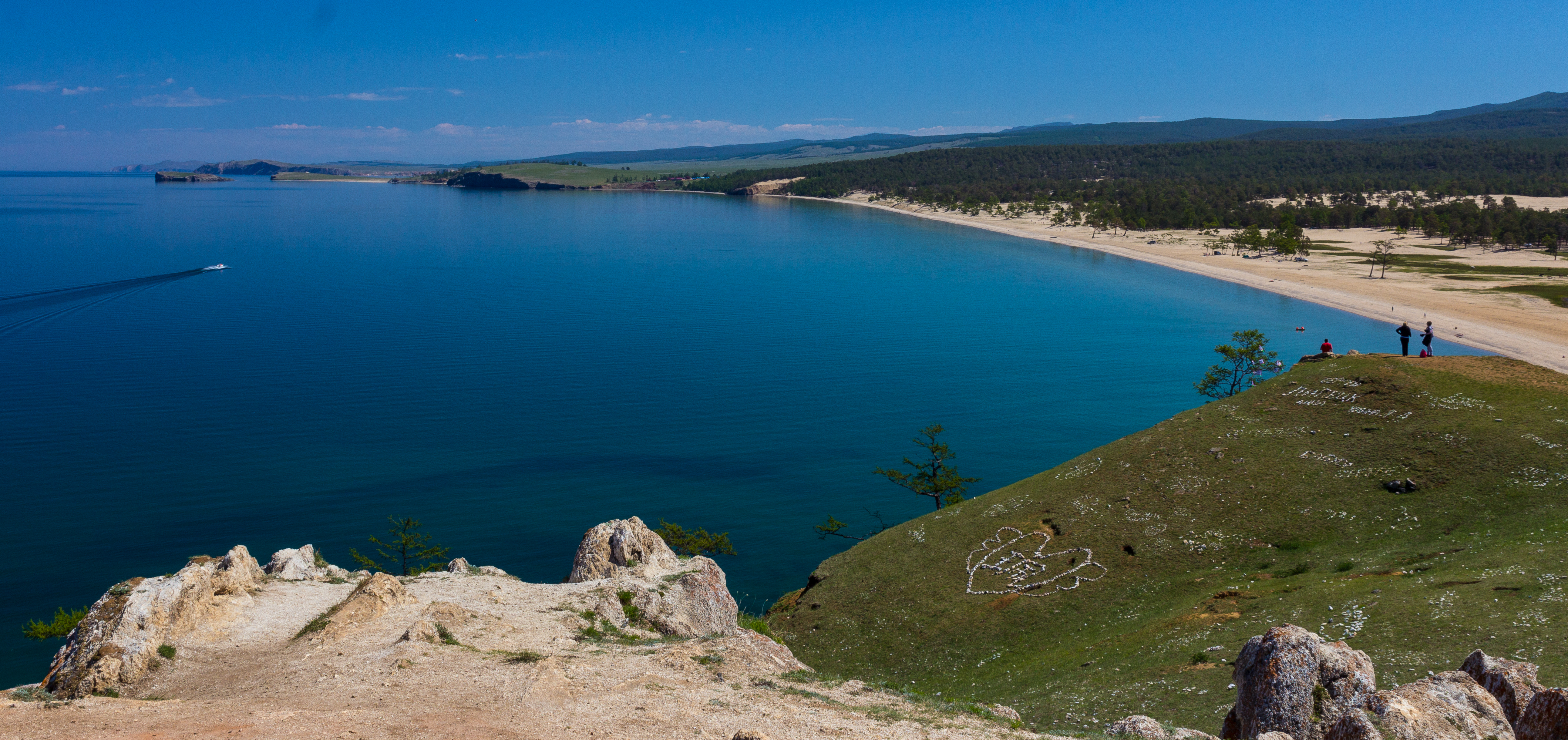
Bajkalsjön i sydöstra Sibirien är världens djupaste sjö.

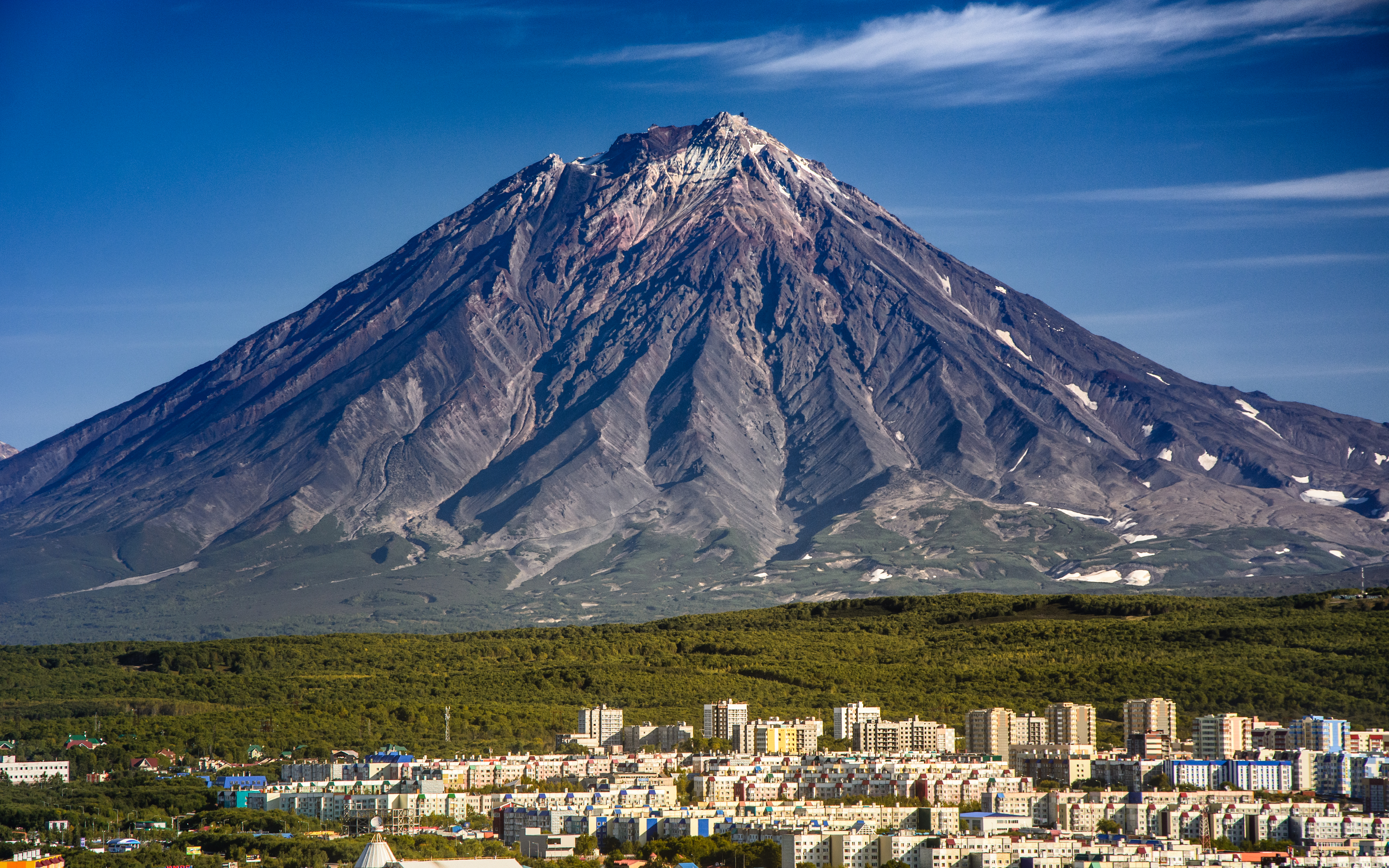
Halvön Kamtjatka i östra Ryssland.

Ryssland, som med sin yta på 17 075 000 kvadratkilometer är världens största land, sträcker sig över så gott som hela den norra delen av den eurasiska superkontinenten, från Östersjön i väster till Berings sund i öster. Den ligger således både i Europa och Asien (gränsen mellan världsdelarna går via Uralbergen). Landet består till stora delar av vidsträckta stäpper i söder och djupa barrskogar i norr. Från landets västligaste del till dess östligaste sträcker sig Ryssland 9 000 kilometer och i nord-sydlig riktning är landet mellan 2 500 och 4 000 km brett. Landet sträcker sig över elva tidszoner, från Kaliningrad som använder UTC+2 till Kamtjatka och Kurilerna som använder UTC+12. Sedan 2011 använder sig Ryssland av permanent sommartid som sin standardtid.

### Topografi
Det finns flera bergskedjor i landet, särskilt i dess södra gränsregioner. Exempel är Kaukasus (där berget Elbrus, Europas högsta topp, reser sig med sina 5 642 meter), Uralbergen och Altaj.
Uralbergen, som löper i nord–sydlig riktning, utgör tillsammans med Kaukasus, som löper i väst–östlig riktning, gränsen mellan Europa och Asien. Uralbergen delar den Östeuropeiska slätten i Europeiska Ryssland från den Västsibiriska slätten som sträcker sig fram till floden Jenisej. Öster om den Västsibiriska slätten - mellan Jenisej och floden Lena - ligger den Centralsibiriska högplatån som avgränsas av det Östsibiriska höglandet till öster. Kamtjatkahalvön i östra Sibirien karaktäriseras bland annat av ett aktivt vulkanlandskap.
Kaukasusregionen i södra europeiska Ryssland är ett vidsträckt stäppområde som sträcker sig norr om bergskedjan Stora Kaukasus mellan Svarta havet och Kaspiska havet. Uralbergen sträcker sig från norr till söder och rymmer viktiga mineral- och oljetillgångar. Sibirien sträcker sig från Uralbergen till stillahavskusten. Detta enorma område är rikt på naturresurser, men är glest befolkat på grund av de stränga klimatförhållandena. Den del av Centralasien som ligger i Ryssland består av öken, stäpp och berg; delar av detta område ligger under havets nivå.

### Hydrografi
I Ryssland återfinns flera av världens största floder, bland annat Europas längsta flod Volga. På grund av sin storlek avvattnas landets floder i många olika hav, till exempel i Svarta havet, Östersjön och Kaspiska havet. Ett stort antal floder har sitt utlopp i Norra ishavet. I Asien rinner även floden Amur som till stor del fungerar som gränsflod mellan Kina och Ryssland, innan den mynnar ut i Stilla havet.
I Sibirien i sydöstra delen av landet ligger Bajkalsjön. Den utgör både Europas och Asiens största sötvattenssjö och är världens djupaste insjö.

### Klimat
Större delen av Ryssland har kalltempererat kontinentalt klimat, med mycket stora temperaturskillnader mellan sommar och vinter. I sydvästra Ryssland är det varmtempererat eller subtropiskt, medan ishavskusten i norr har polarklimat. I östra Sibirien är vintrarna kalla och torra med normaltemperaturer mellan 20 och 50 minusgrader. Vintrarna kännetecknas tidvis av en kraftig östlig vind kallad buran. De mildaste delarna av Ryssland ligger vid Östersjön. Nederbörden varierar kraftigt från område till område. De västra delarna av Ryssland har störst nederbörd med upp till 750 mm per år, medan de sydliga och sydöstra regionerna är torrast med en medelårsnederbörd som ligger under 200 mm.
Stora delar av världens områden med arktiskt och subarktiskt klimat (framför allt Sibirien och Rysslands arktiska öar) återfinns i Ryssland.

### Flora och fauna
I Ryssland förekommer ungefär 11 000 olika växtarter. Av dessa listas 533 växter i landets röda lista (1995). Bara 276 av de rödlistade växterna påträffas i något slags naturskyddsområde. De flesta djur som lever i Ryssland hittas även i andra delar av den tempererade och den arktiska regionen. Landet har 57 endemiska fiskarter, 22 däggdjur som bara hittas här och en fågelart som inte häckar utanför landet (snötrana). I Rysslands röda lista från 1995 förtecknades 64 däggdjur, 109 fåglar, 11 kräldjur, 4 groddjur och 9 fiskar.

### Naturskydd
Jakt på däggdjur och fåglar är vanligt förekommande. Ryssland har en statlig myndighet som bestämmer vilka och hur många djur som får jagas. I början av 2000-talet fanns cirka 60 däggdjur och 70 fåglar i myndighetens lista. För att kompensera sin låga livsnivå jagar flera av landets invånare illegalt. Till exempel dokumenterades cirka 50 000 fall av tjuvjakt under året 1997.

## Styre och politik

### Författning och styre
Rysslands senaste konstitution fastställdes 1993, enligt vilken Ryssland är en förbundsrepublik med maktdelning mellan presidenten (den verkställande makten), parlamentet (den lagstiftande makten) och domstolarna (den dömande makten). I praktiken ges presidenten stor makt och dominerar de andra maktgrenarna.
Mandatperioderna för Rysslands president och Duman är sedan 2012 förlängda (till 6 år för presidenten och till 5 år för ledamöterna i Duman) enligt en ändring i konstitutionen.
Valsystemets konstruktion gynnar president Vladimir Putins maktparti Enade Ryssland.

#### Verkställande makten
Rysslands president väljs i allmänna val och kan maximalt sitta två mandatperioder i rad. Fram till 2008 var mandatperioden fyra år, men samma år beslutades att mandatperioden skulle förlängas till sex år, något som trädde i kraft 2012. År 2020 antogs förändringar i konstitutionen som innebar att Vladimir Putins mandatperioder nollställdes, vilket innebar att han kunde ställa upp på nytt i valet 2024.
Rysslands president föreslår Rysslands premiärminister till duman och kan också upplösa duman och utlysa nyval.
Vladimir Putin efterträdde den 31 december 1999 Boris Jeltsin som Rysslands president. President Putins politik har, främst från internationellt håll, kritiserats för att underminera bland annat den inhemska demokratin och kringskära mediernas frihet.
Vid slutet av Vladimir Putins andra mandatperiod som president 2008 pågick diskussioner om en eventuell tredje mandatperiod för hans del, och på vilka sätt detta skulle kunna bli möjligt, genom en ändring i grundlagen. Detta blev dock inte av, då Putin inte ställde upp för omval. I stället tackade Putin ja till sitt partis (Enade Ryssland) utnämning till att bli dess premiärministerkandidat. Putin tillträdde som premiärminister den 9 maj 2008. 
Våren 2012 återvaldes Vladimir Putin till president med cirka 64 procent av rösterna, efter att ha styrt i bakgrunden som regeringschef i fyra år. Den 7 maj 2012 tillträdde han presidentämbetet, och Medvedev började sedan dess att fungera  som premiärminister. Tillbaka på presidentposten genomdrev Putin en hårdare kontroll av det politiska livet samtidigt som han stärkte Rysslands inflytande utomlands.
Erövringen av Krim från Ukraina våren 2014 (se Krimkrisen) liksom det ryska engagemanget i Syrien från 2015 fick Putins inhemska popularitet att skjuta i höjden. År 2018 valdes han om utan konkurrens, men därefter dalade opinionssiffrorna till följd av en rad inrikespolitiska problem. Oberoende av detta har Putin lyckats skapa en situation där han har möjlighet att sitta kvar på sin post fram till år 2036.

#### Lagstiftande makten
Det lagstiftande och representativa organet är Ryska federationens federala församling som är uppdelad i två kammare: Statsduman med 450 ledamöter som från och med 2011 väljs vart femte år, hälften genom ett proportionellt valsystem och andra hälften genom majoritetsval i enmansvalkretsar, samt Rysslands federala råd bestående av 178 ledamöter, två ledamöter utvalda från vardera av Rysslands 83 federationssubjekt. Dumans viktigaste uppgift är att godkänna statsbudgeten och stifta lagar. 
För att komma in i parlamentet gällde år 2011 en sjuprocentspärr, med enstaka mandat som tröst för partier som kommer nära spärren. 
Efter valet 2022 fanns fyra partier i statsduman. Dessa är maktpartiet Enade Ryssland (238 ledamöter), Ryska federationens kommunistiska parti (92), det socialdemokratiska Rättvisa Ryssland (64) och Rysslands liberaldemokratiska parti (56).

### Administrativ indelning

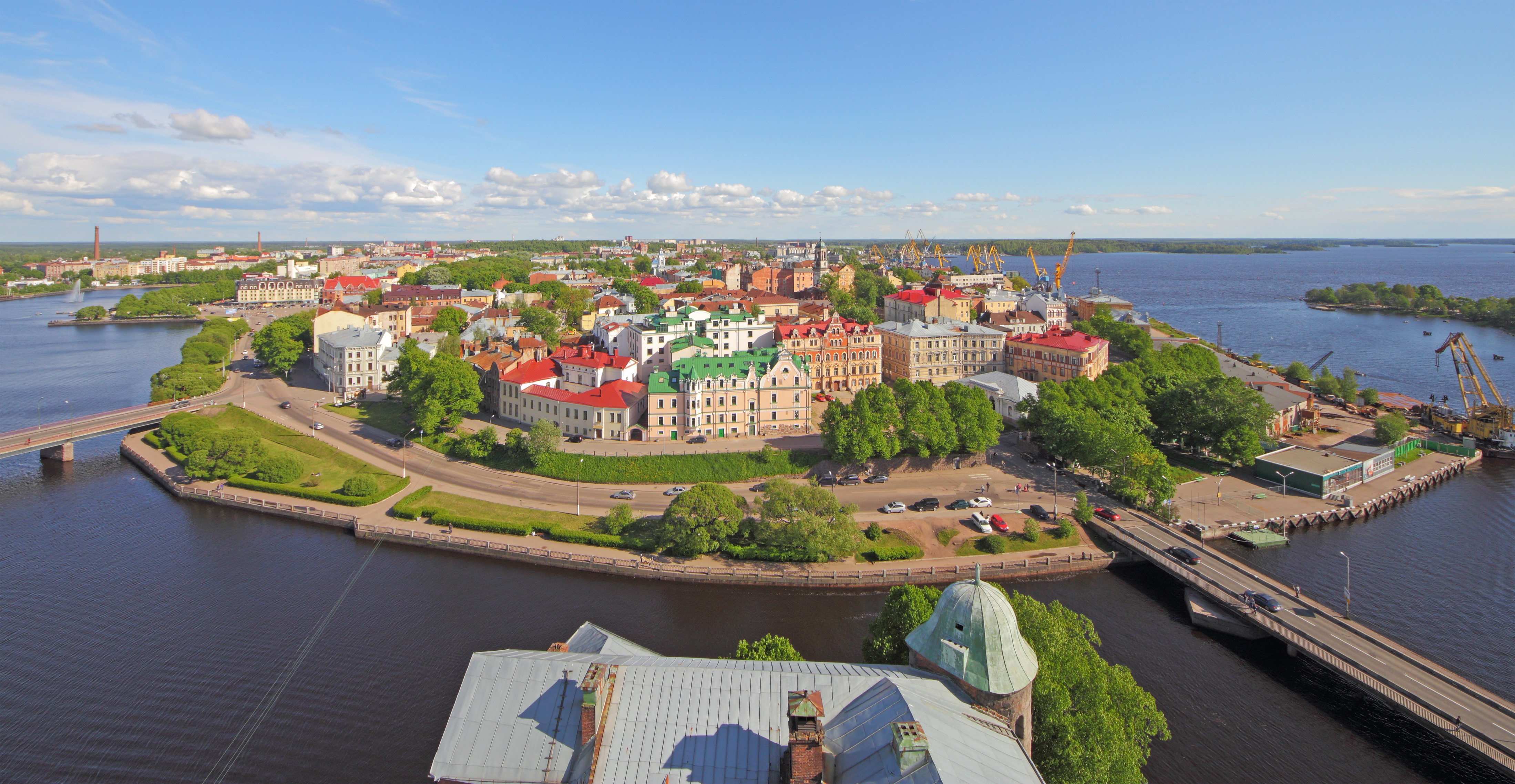
Viborg grundades 1293 av svenskarna under Torgils Knutssons ledning.

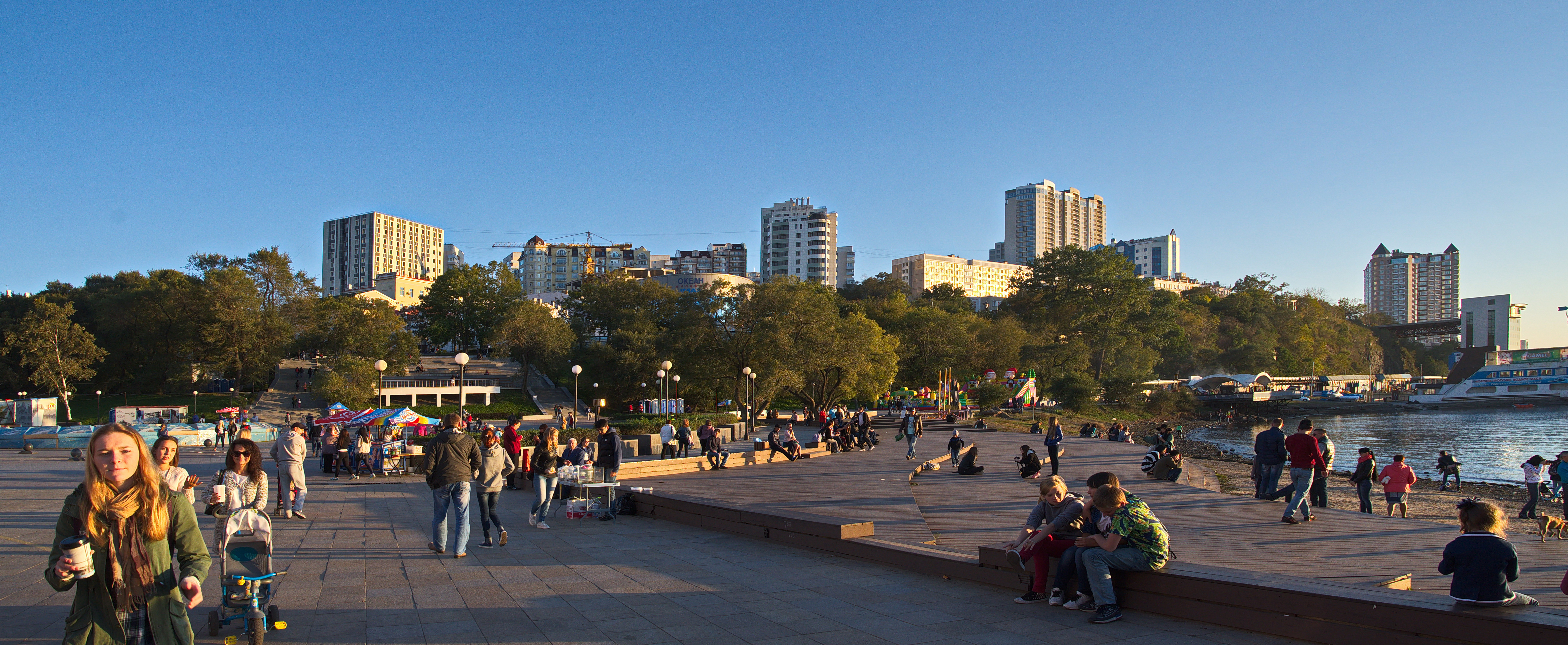
Vladivostok, Primorje.

Ryssland är enligt konstitutionen en federation bestående av 83 subjekt, som kan vara antingen delrepubliker, kraj, oblaster, federala städer, autonoma oblast eller autonoma distrikt. 

### Internationella relationer
Efter att Sovjetunionen upplöstes övertog Ryssland den största delen av Sovjetunionens internationella förpliktelser och rättigheter. Till exempel övertog Ryssland, till stor del på grund av sin bibehållna status som atommakt, Sovjetunionens permanenta plats i FN:s säkerhetsråd. Efter unionsupplösningen närmade sig flera forna medlemmar sovjetunionen väst, och även försvarsalliansen Nato, och detta betraktades som icke önskvärt av Ryssland. Relationen till USA är ansträngd och parterna ses ofta inta motsatta sidor vid konflikter. Rysslands relation med EU var långa tider relativt god, men problem kvarstod hela tiden, och har förvärrats i och med Ukraina-krisen. Ryssland deltar aktivt i en del regionala samarbetsorganisationer som till exempel Östersjöstaternas råd. OSS är ett samarbete mellan de gamla sovjetiska staterna som uppkom år 1992, här är Ryssland medlem. Rysslands relation med Kina har länge varit bra och på senare tid har den blivit ännu bättre i och med den växande handeln mellan staterna. 

### Försvar

#### Organisation

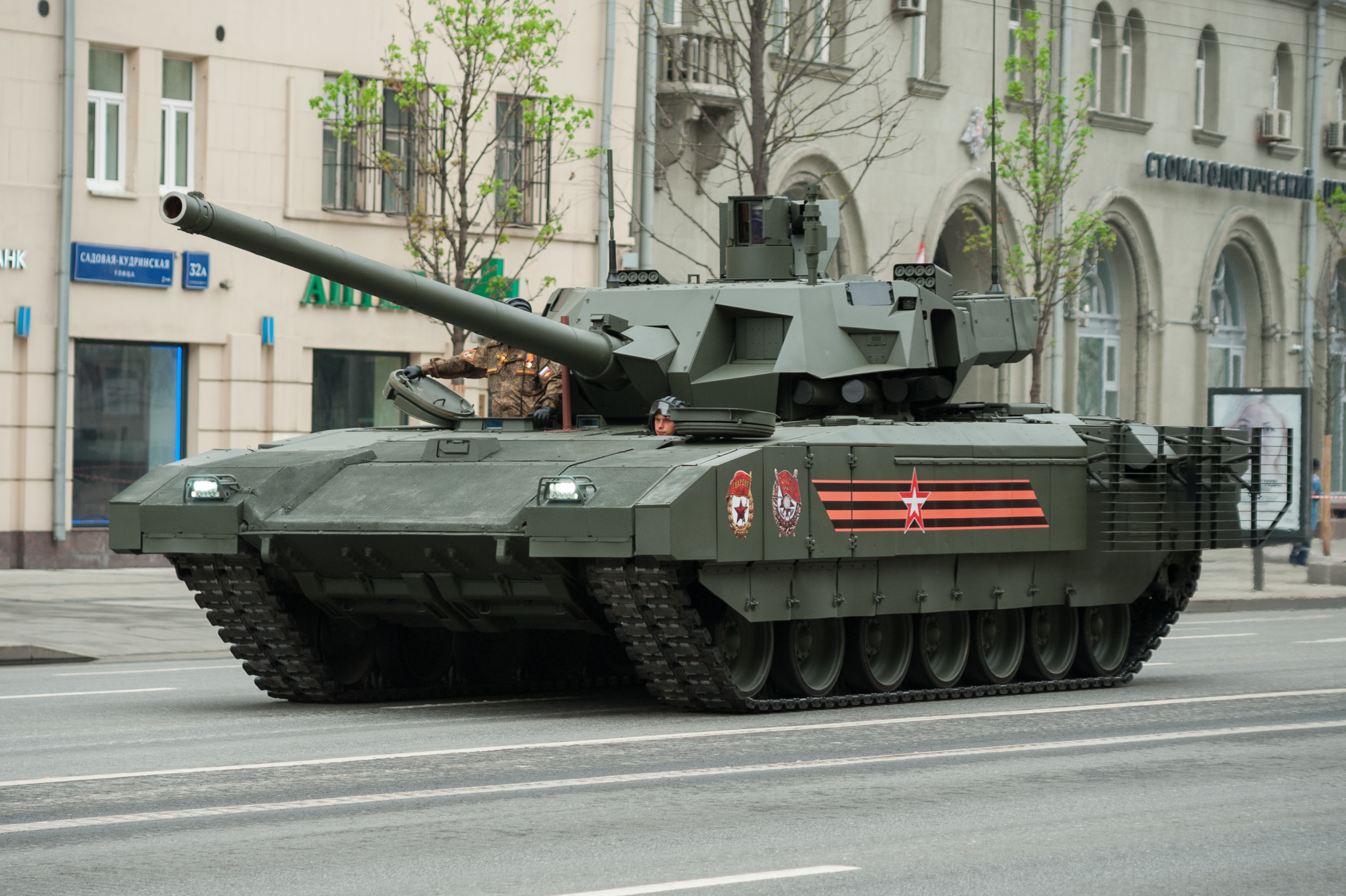
Rysk stridsvagn av modellen T-14 Armata.

Rysslands krigsmakt (ryska: Вооружённые Силы Российской Федерации (den ryska federationens väpnade styrkor)), består av sex vapengrenar: markstridskrafterna, marinen, flygvapnet, de strategiska raketstridskrafterna, de militära rymdstridskrafterna och de luftburna stridskrafterna. De tre sistnämnda är självständiga från de tre förstnämnda. Den sjunde vapengrenen, luftförsvarsstridskrafterna, är underställd flygvapnet. Liksom vapengrenarna är även byggnadstrupperna, järnvägstrupperna och NBC-skyddstrupperna direkt underställda försvarsministeriet. Fullt mobiliserat kunde Ryssland 2010 ställa upp total en miljon man.

#### Värnplikt
Ryssland har allmän värnplikt för män. I praktiken inkallas ungefär elva procent av de värnpliktiga till grundutbildning. Grundutbildningens längd är 12 månader för studenter och 24 månader för övriga. Deserteringar är mycket vanligt förekommande på grund av pennalism, misshandel, utpressning och undernäring. Den ryska krigsmakten har i fredstid en personalstyrka om en miljon soldater. Övergång till en yrkesarmé har varit under utredning, men statsbudgetens tillstånd och den militära hierarkins motstånd gör det osannolikt att planerna kan förverkligas inom en snar framtid.

#### Militära resurser
Rent numerärt har Ryssland fortfarande en imponerande militär arsenal. Materielens, personalens och ledningssystemens kvalitet – och därmed den ryska försvarsmaktens stridsförmåga – har tidigare varit ifrågasatt. Under Putins styre har man dock satt igång ett omfattande upprustningsprogram.
- 48 000 pansarfordon.
- 30 000 artilleripjäser.
- 2 000 stridsflygplan.
- 700 stridsfartyg.

Rysslands kärnvapenarsenal har kraftigt minskat efter Sovjetunionens fall, men Ryssland hade 2006 ändå över 5 000 operativa kärnstridsspetsar, med ytterligare 10 000 inoperativa. År 2005 inleddes på direkt order av president Vladimir Putin en medveten modernisering av landets nukleära stridsförmåga.
Enligt den redovisade försvarsbudgeten satsade Ryssland 2014 motsvarande 600 miljarder kronor (69,3 miljarder USA-dollar) på försvarsmakten och är därmed på tredjeplats bland de länder som satsar mest på militärbudgeten.

## Ekonomi och infrastruktur

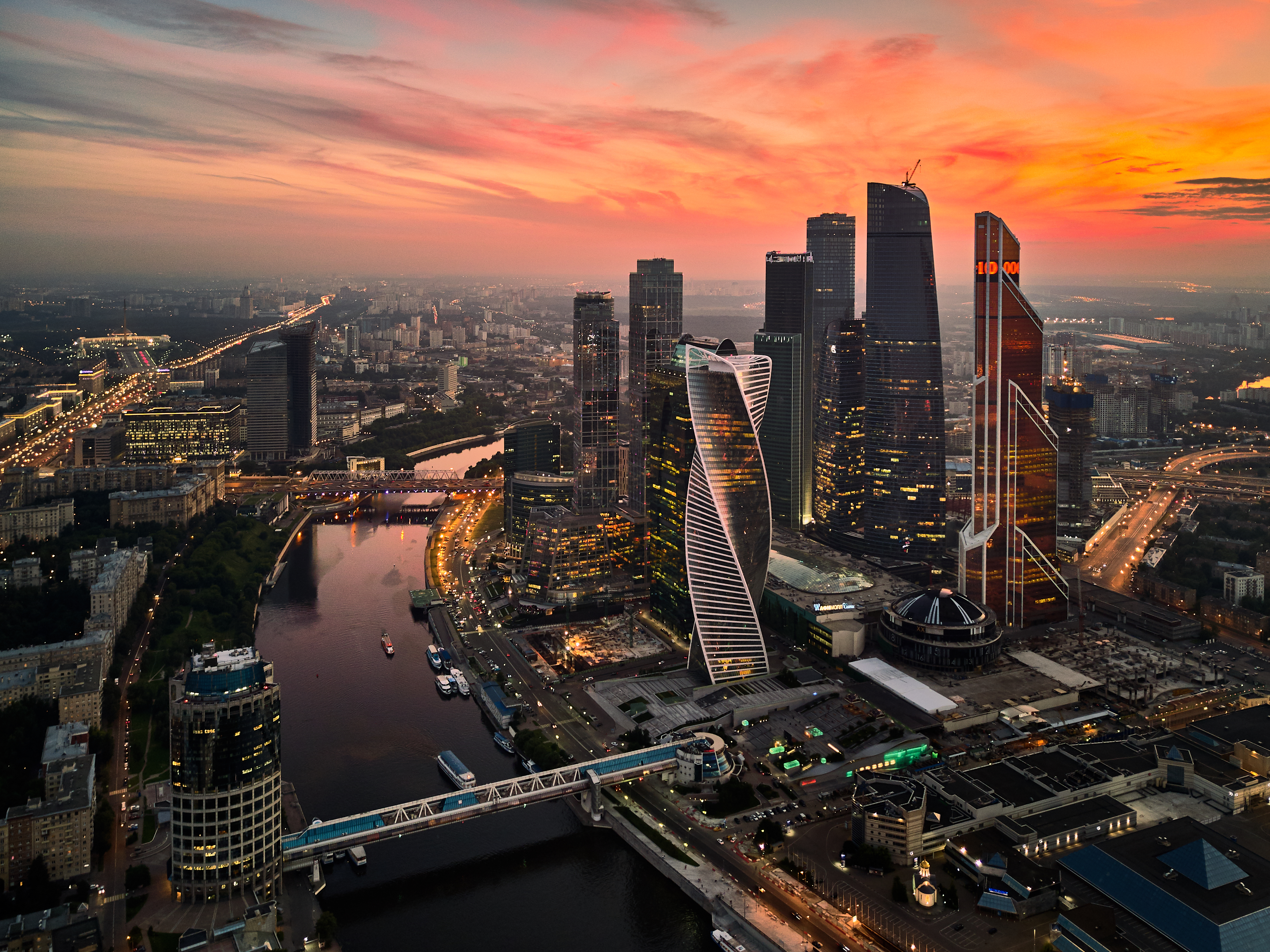
Moderna nybyggnationer i Moskvas internationella affärscentrum ”Moscow City”, ett resultat av Rysslands snabbt växande ekonomi under 2000-talet.

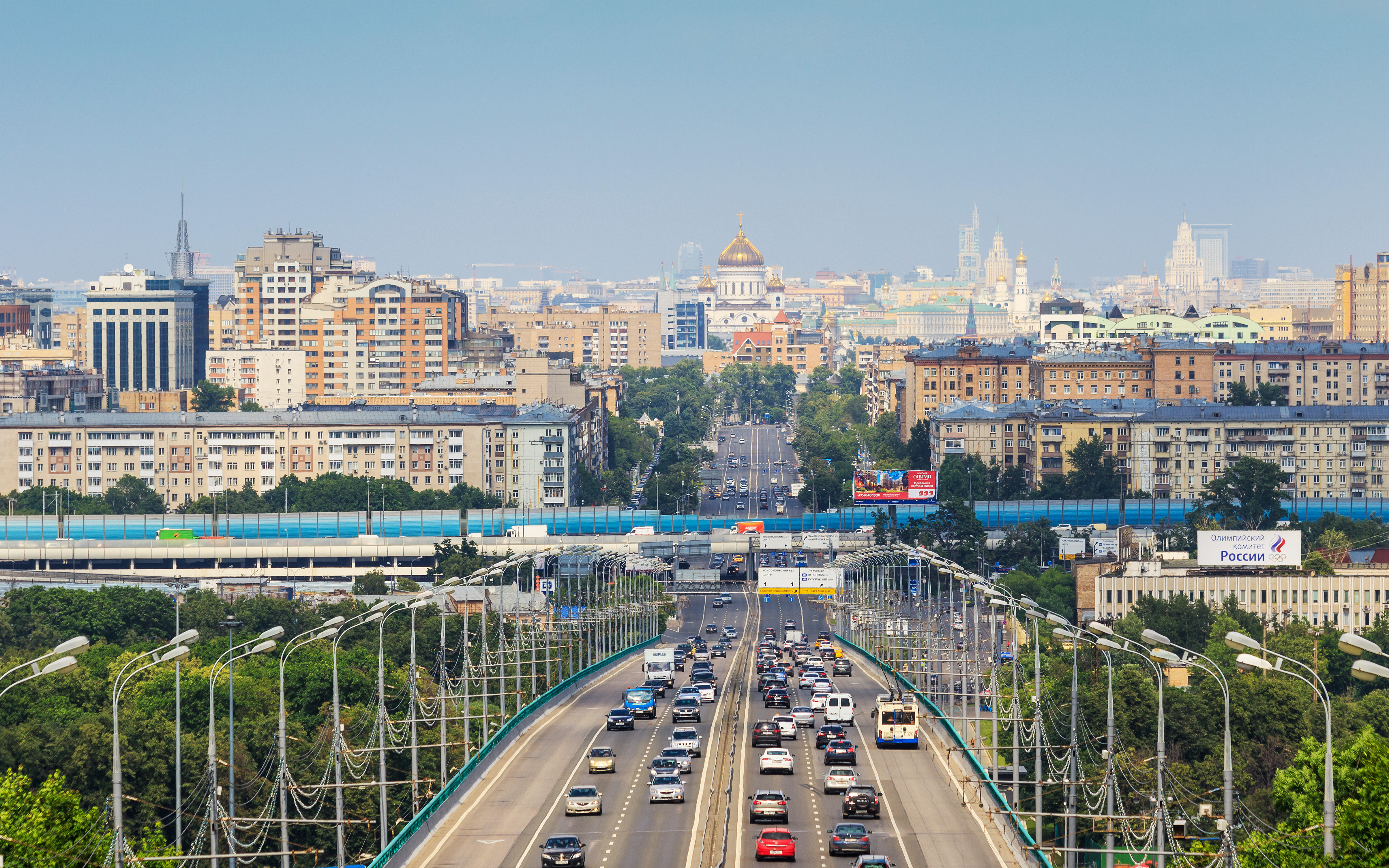
Moskva, 2015.

Efter Sovjetunionens upplösning omvandlades den tidigare centralplanerade, resursslösande och ineffektiva produktionen till en modern marknadsekonomi. Denna övergång var plågsam och tuff för ryssarna. Under 1990-talet sjönk levnadsstandarden kraftigt för breda befolkningsgrupper, produktionen minskade och många stora industriföretag upphörde att verka. Statsbudgeten drogs med ständiga underskott och Ryssland blev svårt skuldsatt. I slutet av 1900-talet föll Rysslands statsfinanser samman. Denna finanskrasch visade sig senare vara räddningen för den ryska ekonomin och med ökade exportvinster och minskad import fick Ryssland en stadig tillväxt på omkring sju procent per år.
Under 1900-talet hade ägandet i landet koncentrerats till ett fåtal mycket rika personer och flera utländska storföretag började köpa in sig i den ryska industrin. När Putin blev president år 2000 förändrades detta, statens inflytande över näringslivet ökade vilket minskade de utländska investerarnas lust att satsa pengar i Ryssland. Samtidigt genomfördes en serie nya reformer för att stärka landets marknadsekonomi, reglerna för företag förenklades liksom skattelagstiftingen. Detta kom att leda till att statsbudgeten började visa överskott.
När den globala finanskrisen slog till hösten 2008 kunde Ryssland tack vare stora inkomster från export av olja och naturgas hålla upp rubelns värde och rädda flera inhemska företag och banker från att gå i konkurs. Mot slutet av året så föll kurserna på Moskvabörsen kraftigt och rubelns värde skrevs ned med totalt cirka 20 procent och valutareserven krympte kraftigt. Ryssland hämtade sig sedan förhållandevis snabbt.

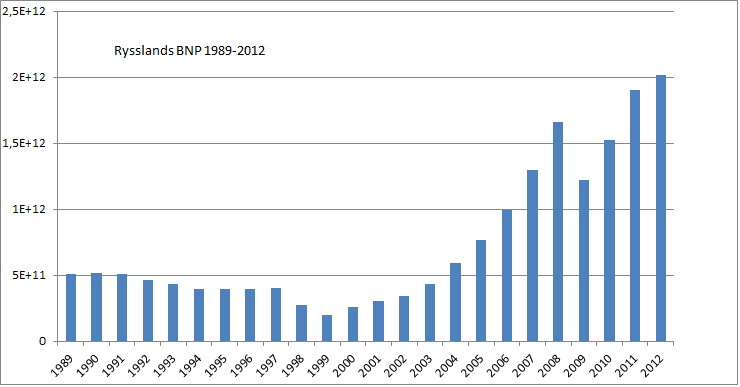
Rysslands BNP-utveckling 1989 - 2012.

Ett problem med den ryska ekonomin är att det finns väldigt få små och medelstora företag. Detta antas bero på att bankerna, som ägs av oligarkerna, är oerhört korrupta. 

### Näringsliv

#### Jordbruk
| Åkerarealens användning i Ryssland 2004 (kilohektar) | Åkerarealens användning i Ryssland 2004 (kilohektar) | Åkerarealens användning i Ryssland 2004 (kilohektar) | Åkerarealens användning i Ryssland 2004 (kilohektar) | Åkerarealens användning i Ryssland 2004 (kilohektar) | Åkerarealens användning i Ryssland 2004 (kilohektar) | Åkerarealens användning i Ryssland 2004 (kilohektar) | Åkerarealens användning i Ryssland 2004 (kilohektar) | Åkerarealens användning i Ryssland 2004 (kilohektar) | Åkerarealens användning i Ryssland 2004 (kilohektar) |
| ---------------------------------------------------- | ---------------------------------------------------- | ---------------------------------------------------- | ---------------------------------------------------- | ---------------------------------------------------- | ---------------------------------------------------- | ---------------------------------------------------- | ---------------------------------------------------- | ---------------------------------------------------- | ---------------------------------------------------- |
|                                                      | Vete                                                 | Råg                                                  | Korn                                                 | Havre                                                | Majs                                                 | Sorghum                                              | Ris                                                  | Potatis                                              | Sockerbetor                                          |
| Ryssland                                             | 22 920                                               | 1 860                                                | 9 562                                                | 3 286                                                | 870                                                  | 26                                                   | 125                                                  | 3 130                                                | 790                                                  |

| Den totala skördens storlek i Ryssland 2004 (kiloton) | Den totala skördens storlek i Ryssland 2004 (kiloton) | Den totala skördens storlek i Ryssland 2004 (kiloton) | Den totala skördens storlek i Ryssland 2004 (kiloton) | Den totala skördens storlek i Ryssland 2004 (kiloton) | Den totala skördens storlek i Ryssland 2004 (kiloton) | Den totala skördens storlek i Ryssland 2004 (kiloton) | Den totala skördens storlek i Ryssland 2004 (kiloton) | Den totala skördens storlek i Ryssland 2004 (kiloton) | Den totala skördens storlek i Ryssland 2004 (kiloton) |
| ----------------------------------------------------- | ----------------------------------------------------- | ----------------------------------------------------- | ----------------------------------------------------- | ----------------------------------------------------- | ----------------------------------------------------- | ----------------------------------------------------- | ----------------------------------------------------- | ----------------------------------------------------- | ----------------------------------------------------- |
|                                                       | Vete                                                  | Råg                                                   | Korn                                                  | Havre                                                 | Majs                                                  | Sorghum                                               | Ris                                                   | Potatis                                               | Sockerbetor                                           |
| Ryssland                                              | 45 413                                                | 2 872                                                 | 17 180                                                | 4 955                                                 | 3 516                                                 | 44                                                    | 471                                                   | 35 914                                                | 21 848                                                |

| Den totala köttproduktionen Ryssland 2004 (kiloton) | Den totala köttproduktionen Ryssland 2004 (kiloton) | Den totala köttproduktionen Ryssland 2004 (kiloton) | Den totala köttproduktionen Ryssland 2004 (kiloton) |
| --------------------------------------------------- | --------------------------------------------------- | --------------------------------------------------- | --------------------------------------------------- |
|                                                     | Nötkött inklusive buffelkött                        | Får och getkött                                     | Griskött                                            |
| Ryssland                                            | 1 951                                               | 144                                                 | 1 644                                               |

| Förvärvsarbetande befolkning inom jordbruk med binäringar 2003 | Förvärvsarbetande befolkning inom jordbruk med binäringar 2003           | Förvärvsarbetande befolkning inom jordbruk med binäringar 2003 |
| -------------------------------------------------------------- | ------------------------------------------------------------------------ | -------------------------------------------------------------- |
|                                                                | Förvärvsarbetande befolkning inom jordbruk med binäringar (kilopersoner) | I procent av den totala förvärvsarbetande befolkningen         |
| Ryssland                                                       | 7 571                                                                    | 9,7                                                            |

#### Råvaror
Ryssland har enorma naturtillgångar där beroendet av råvaruproduktionen är väldigt stort. Naturgas, olja, oljeprodukter och kol står för cirka hälften av landets exportintäkter, år 2010 exporterade Ryssland 243 260 000 ton råolja.

### Handel
Rysslands omfattande olje- och gasexport ger landet ett stort överskott i handeln med utlandet men det starka beroendet av denna sektor gör den ryska ekonomin extremt sårbart för plötsliga prisfall på råvarumarknaden. De viktigaste importvarorna består av maskiner, livsmedel och fordon. Rysslands viktigaste handelspartner är USA, Tyskland, Storbritannien, Kina och Italien. Ryssland har också ett partnerskaps- och samarbetsavtal gällande handel med EU som trädde i kraft år 1995. 
Efter många år av förhandlingar blev Ryssland år 2011 medlem i världshandelsorganisationen WTO. Detta underlättade handeln betydligt för Ryssland som till större del öppnades upp för omvärlden. En rad restriktioner för den ryska exporten till EU hade hävts och handeln med EU kom att stå för över hälften av den ryska utrikeshandeln.
Under senare år har landets handel dock i tilltagande utsträckning drabbats av sanktioner från olika länder, främst som ett resultat av landets konflikt med Ukraina.
Under 2014 övergick Ryssland till att bruka militär makt och vapenvåld för att lösa sina konflikter med Ukraina. Rysslands relationer till stora delar av omvärlden försämrades drastiskt av att Ryssland i februari 2022 beslutade att utöka sitt användande av militär makt gentemot Ukraina och inleda en storskalig invasion av landet. Detta ledde till en mängd internationella fördömanden och efterföljande sanktioner. Trots sanktioner fortgår dock omvärldens handel med till exempel rysk gas och olja. Bland annat har Sberbank och andra ryska banker som underlättar handeln med rysk gas och olja fått behålla sin tillgång till det internationella betalningssystemet SWIFT. Att minst ett hundratal internationella företag på kort tid lagt ner sin verksamhet i Ryssland har dock lett till bristsituationer för vissa varor och tjänster, liksom kraftiga prisstegringar på drabbade produkter.

### Infrastruktur

#### Transporter

##### Flygbolag
- Aeroflot
- Bashkirian Airlines
- Pulkovo
- Vladivostok Air
- Volga-Dnepr
- Transaero
- Rossiya Airlines

##### Järnvägar
Ryssland är ett av de länder i världen som har längst järnvägsnät, 85 500 kilometer. Till skillnad från de flesta europeiska länder har man bredspår.
Järnvägen drivs av Rysslands järnvägar.

#### Utbildning och forskning
Forskningen i dagens Ryssland är inte skild från forskning annorstädes och har liknande undervisning och formalia. Sedan millennieskiftet är även ryska universitet och högskolor delaktiga i den så kallade Bolognaprocessen, vilken syftar till ökad rörlighet och transparens mellan olika länders utbildningar.
Under sovjetepoken var situationen annorlunda, då de flesta vetenskapliga institutioner var politiskt kontrollerade inom ramarna för det sovjetiska kommunistpartiets officiella paroller. Under Stalin deporterades många ledande forskare till specialbosättningar inom Gulagsystemet, så kallade sjarasjkor, där de – separerade från övriga samhället – utvecklade teknologier främst avsedda för militära ändamål. Senare gjordes stora ansträngningar i Sovjetunionen för att utveckla universitet och undervisning över hela landet och stora delar av befolkningen utbildades inom samhälleligt önskvärda områden. På grund av dessa satsningar är Ryssland än i dag ett ledande land inom främst naturvetenskapliga ämnen.
Från och med det sena 1980-talets öppenhet utvecklade en bredare historieskrivning, där ryska forskare alltmer kunde börja skriva om tidigare politiskt stängda frågor, såsom Josef Stalins krig och utrensningar. Sedan 1993 har myndigheterna under perioder öppnat delar av tidigare hemliga ryska arkiv för allmänheten.

## Befolkning

### Demografi
Vid den senaste folkräkningen, som genomfördes 2002, hade Ryssland 145,2 miljoner invånare, varav 106 miljoner i de europeiska delarna och 39 miljoner i de asiatiska delarna. Enligt officiella befolkningsregister har landets befolkning minskat till cirka 141,9 miljoner invånare i början av 2010.

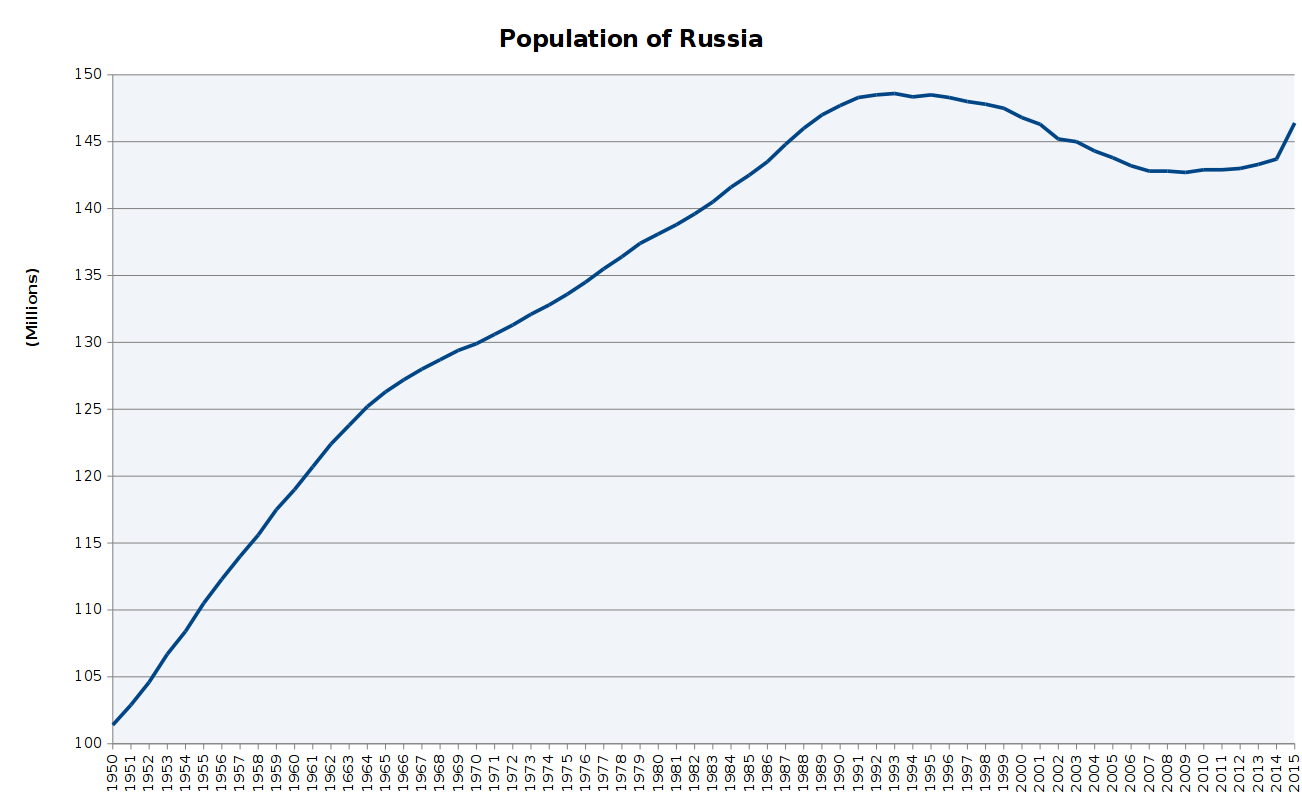
Den demografiska utvecklingen i Ryssland 1950 - 2010.

Rysslands folkmängd har under många år minskat drastiskt till följd av ökade dödstal i relation till de minskande födelsetalen samt utvandring. En stabilisering har dock börjat märkas, och för första gången på länge ökade Ryssland sin befolkning under 2009. Den totala folkmängden ökade med 23 318 invånare mellan den 1 januari 2009 och 1 januari 2010.

#### Större städer
Ryssland har elva städer med över en miljon invånare, och ytterligare 24 städer med över en halv miljon invånare. Nedan presenteras Rysslands 20 största städer efter befolkning. 
| Rank | Stad             | Ryska           | Federationssubjekt      | Befolkning 2021 |
| ---- | ---------------- | --------------- | ----------------------- | --------------- |
| 1    | Moskva           | Москва          | Moskva                  | 13 010 112      |
| 2    | Sankt Petersburg | Санкт-Петербург | Sankt Petersburg        | 5 601 911       |
| 3    | Novosibirsk      | Новосибирск     | Novosibirsk oblast      | 1 633 595       |
| 4    | Jekaterinburg    | Екатеринбург    | Sverdlovsk oblast       | 1 544 376       |
| 5    | Kazan            | Казань          | Tatarstan               | 1 308 660       |
| 6    | Nizjnij Novgorod | Нижний Новгород | Nizjnij Novgorod oblast | 1 228 199       |
| 7    | Tjeljabinsk      | Челябинск       | Tjeljabinsk oblast      | 1 189 525       |
| 8    | Krasnojarsk      | Красноярск      | Krasnojarsk kraj        | 1 187 771       |
| 9    | Samara           | Самара          | Samara oblast           | 1 173 299       |
| 10   | Ufa              | Уфа             | Basjkirien              | 1 144 809       |
| 11   | Rostov-na-Donu   | Ростов-на-Дону  | Rostov oblast           | 1 142 162       |
| 12   | Omsk             | Омск            | Omsk oblast             | 1 125 695       |
| 13   | Krasnodar        | Краснодар       | Krasnodar kraj          | 1 099 344       |
| 14   | Voronezj         | Воронеж         | Voronezj oblast         | 1 057 681       |
| 15   | Perm             | Пермь           | Perm kraj               | 1 034 002       |
| 16   | Volgograd        | Волгоград       | Volgograd oblast        | 1 028 036       |
| 17   | Saratov          | Саратов         | Saratov oblast          | 901 361         |
| 18   | Tiumen           | Тюмень          | Tiumen oblast           | 847 488         |
| 19   | Toljatti         | Тольятти        | Samara oblast           | 684 709         |
| 20   | Barnaul          | Барнаул         | Altaj kraj              | 630 877         |

#### Urbanisering
Ryssland är ett förhållandevis glesbefolkat land på grund av sin enorma storlek; befolkningen är dock tätare i de västra europeiska delarna, runt Uralbergen och i de sydöstra delarna vid Stilla havet.

#### Minoriteter
I landet lever många etniska grupper, majoriteten räknas dock som ryssar. Enligt 2010 års folkräkning var 81,0 procent ryssar, 3,7 procent tatarer, 1,4 procent ukrainare, 1,1 procent basjkirer, 1,0 procent tjuvasjer, 0,8 procent tjetjener och återstående grupper 11,0 procent (armenier, belarusier, moldavier, kosacker, inuiter, tyskar, judar, koreaner, kurder, med flera).

#### Migration
Under 1990-talet utvandrade en stor andel av den välutbildade befolkningen. Under 00-talet ökade däremot arbetsmigrationen till Ryssland. Migrationstillväxten utgjorde 2,2 procent 2011. Runt hälften av migranterna (3 av 7 miljoner) var illegala.

### Religion
Den rysk-ortodoxa kyrkan är landets dominerande religiösa samfund och 71 % av befolkningen identifierar sig som ortodoxt kristna. Kyrkan anses utgöra Rysslands nationalkyrka. Den styrs av patriarken av Moskva och hela Ryssland tillsammans med den Heliga synoden. I och med Vladimir Putins makttillträde år 2000 började kyrkan och staten att växa närmre och närmre varandra. Patriarken Kirill av Moskva har stöttat Putins politik, och bland annat fått ett residens i det regeringsdominerade Kreml i Moskva. När Ryssland invaderade Ukraina 2022 uttalade Kirill kyrkans stöd till de ryska trupperna. 
Inom den rysk-ortodoxa traditionen finns även de gammaltroende som sedan 1600-talet haft en avvikande åsikt gällande den ortodoxa inriktningen i landet (se raskol). Några exempel på gammaltroende samfund är den ryska gammal-ortodoxa kyrkan och den rysk-ortodoxa gammalrituella kyrkan.
Andra kristna inriktningar är den romersk-katolska kyrkan med ca 1 miljon medlemmar - främst i Sibirien - och protestantiska kyrkor som har ungefär 1,5 miljoner medlemmar i Ryssland. Jehovas vittnen ses sedan 2017 som en extremistorganisation, vilket medfört förföljelse av medlemmar och en kraftig inskränkning i landets religionsfrihet.
Islam räknas som landets näst största religion, med mellan 15 och 20 miljoner troende. Bland muslimerna är huvudinriktningen sunni och sufismen har en stark ställning i Ryssland. Mer fundamentalistiska varianter av islam som wahhabism och salafism återfinns också i landet och dessa har i vissa fall hamnat i konflikt med sufister, vilket lett till ett flertal dödsfall.

Andra konfessioner är bland annat buddhism och judendom. Det finns även sedan sovjettiden många ateister och icke-troende i landet.

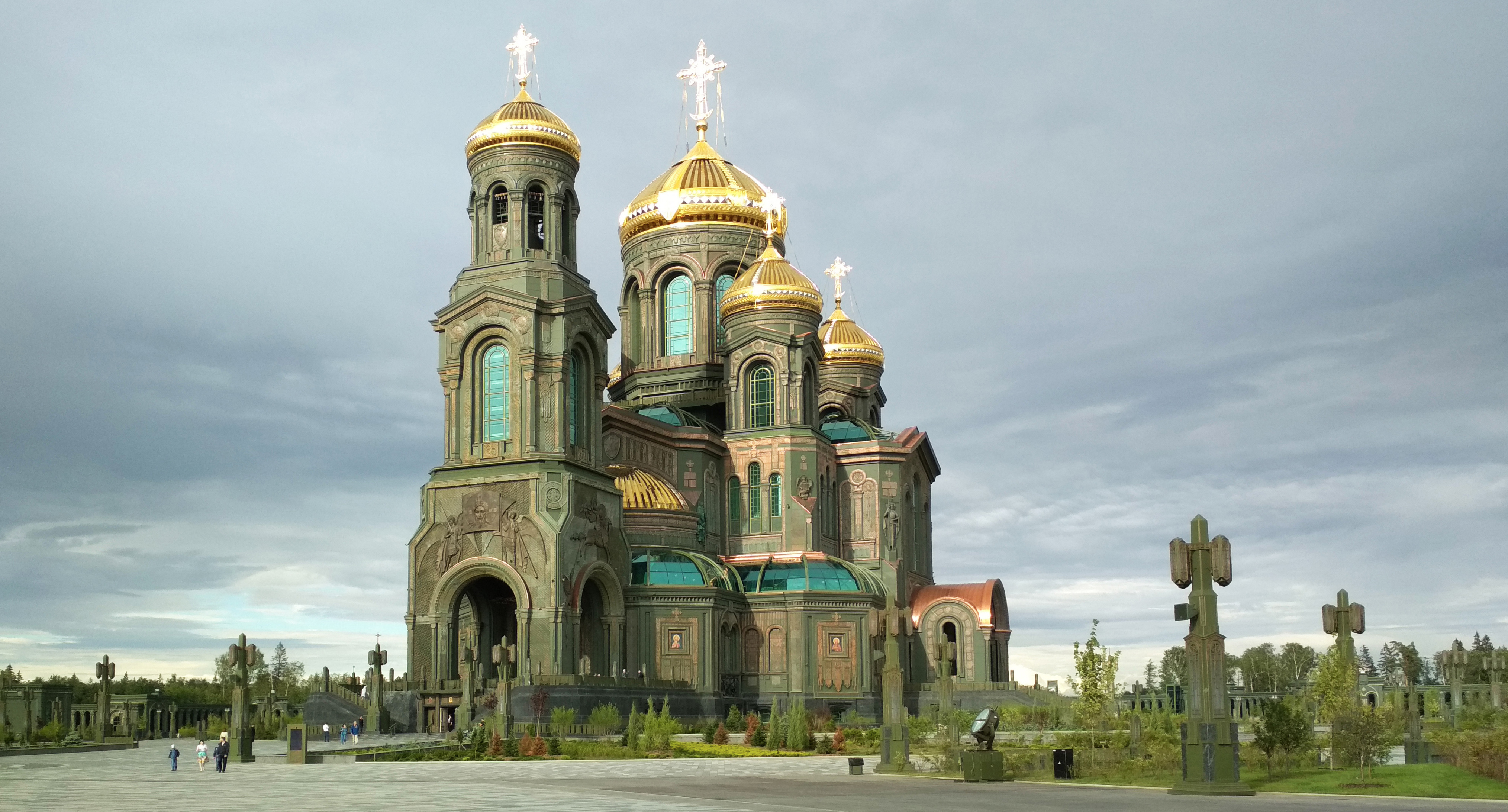
Ryska federationens väpnade styrkors huvudkatedral i Kubinka.
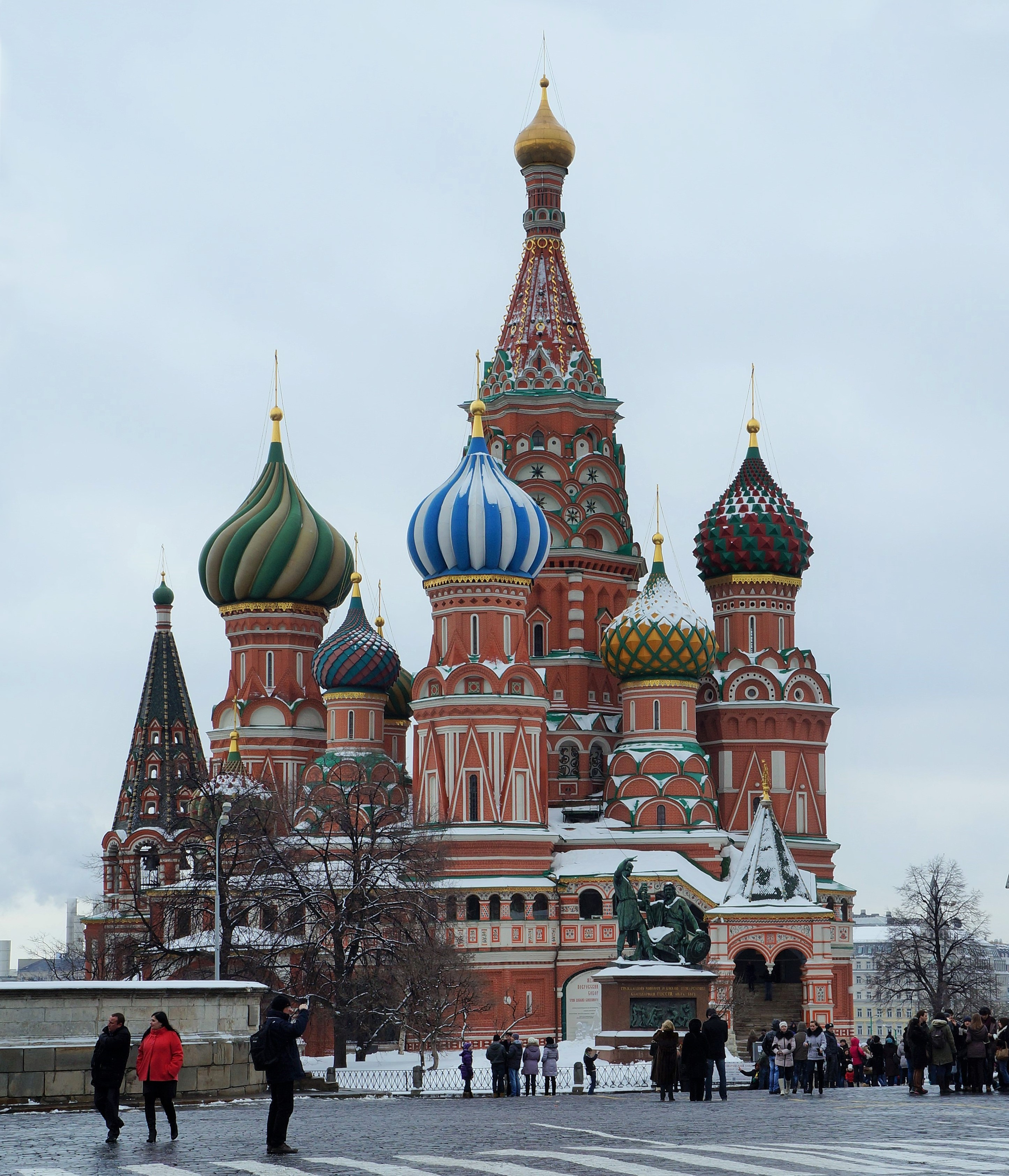
Vasilijkatedralen i Moskva är känd över hela världen och har blivit en symbol för Ryssland.
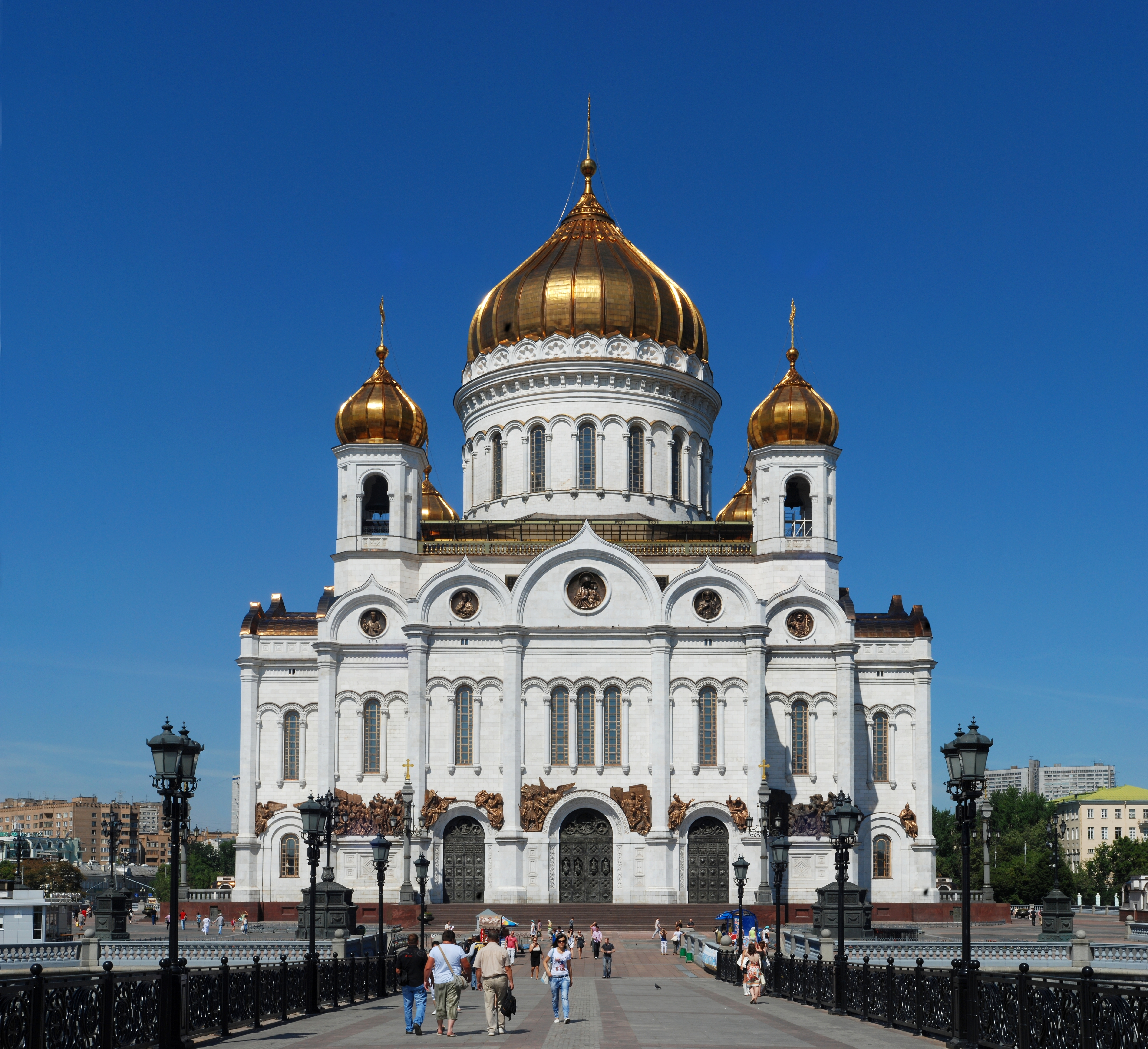
Kristus Frälsarens katedral i Moskva.

### Språk
Det största språket i landet är ryska. Andra större språk (med mer än en miljon talare) är belarusiska, ukrainska, tatariska, basjkiriska, tjetjenska och tjuvasjiska. Ryska är landets enda officiella språk, men flera av Rysslands delrepubliker har gjort ett i området viktigt språk till officiellt språk inom delrepubliken. Det kyrilliska alfabetet är det enda tillåtna i landet, vilket är varför de delrepubliker som använder ett andra officiellt språk måste skriva detta med kyrilliska tecken.

## Kultur

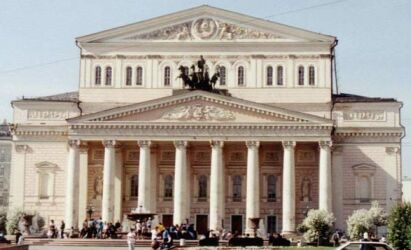
Bolsjojteatern är Rysslands nationalscen för balett och opera. Den är belägen i Moskva och grundades 1776.

Ryssland har ett mycket rikt kulturarv med berömd konst, musik, arkitektur och litteratur. Den ortodoxa kyrkan, som bidrog till att sprida den bysantinska kulturen till de slaviska folken, förknippas med sina kyrkor och ikoner ofta med Ryssland.

### Massmedier
Rysslands massmedielandskap består av en blandning av titlar från den sovjetiska perioden och nystartade medieorgan. Under 1990-talet förlorade många av de "gamla sovjetiska" tidningarna större delen av sin upplaga, parallellt med att oligarker och andra beslutsfattare startade nya konkurrenter. En stor del av medierna har därefter sålts till statsstyrda enheter som Gazprom (tv-kanalen NTV) och staden Moskva (Argumenty i Fakty). Det statliga medieägandet av bland annat TV-kanaler (via Rossija-bolaget) har på senare år ökat, och samtidigt ägnar sig många av de största fristående mediebolagen åt en hög grad av självcensur i förhållande till statlig politik. De ryska statsmedierna följer Kremls linje och narrativ och utgör därmed en viktig del i Putins propagandaapparat. Den stora dagliga affärsnyhetstidningen Kommersant fick 2011 en ny chefredaktör för en av sina sidotidningar, efter Putin-kritisk bevakning i samband med parlamentsvalet.
Ryskspråkiga Wikipedias roll som oberoende medium hotades april 2014, efter att man beslutat att på kartor markera Krim som ett omstritt territorium (och inte som en fullt naturlig del av Ryska federationen). Detta föranledde den deputerade Anatolij Sidjakin att begära att den statliga massmediebyrån skulle gripa in. Samma byrå hade månaden före blockerat Internetåtkomsten för webbplatsen som tillhör radiokanalen Echo Moskvy samt nättidningarna Ej.ru, Grani.ru och Kasparov.ru.

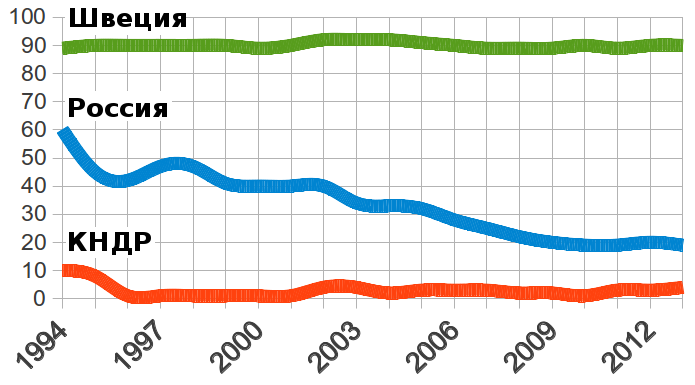
Utvecklingen av pressfriheten i Sverige (grönt), Ryssland (blått) och Nordkorea (rött) sedan 1994, enligt organisationen Freedom House.

### Konstarter

#### Musik
Några kända ryska kompositörer är Pjotr Tjajkovskij, Sergej Rachmaninov, Michail Glinka, Aleksandr Skrjabin, Aleksandr Borodin, Modest Musorgskij, Dmitrij Sjostakovitj, Igor Stravinskij, Sergej Prokofjev och Nikolaj Mjaskovskij.

#### Bildkonst
Rysk konst präglades länge av religiösa motiv, där ikoner var den dominerande konstformen efter Vladimir den stores kristnande av Kiev 988. Fram till Peter I:s tid var profan konst i princip obefintlig.
Tidiga centra som Kiev, Vladimir och Novgorod utvecklade fresker och ikoner med bysantinsk stil, senare med ryska särdrag, exempelvis Gudsmodern från Vladimir. Andrej Rubljov blev en central gestalt under Moskvas framväxt som kulturellt centrum på 1300-talet, följd av Dionisij. På 1600-talet påverkades konstnärer som Simon Usjakov av västerländska ideal, vilket avslutade den traditionella ikonstilen.
Peter I:s reformer öppnade Ryssland för västeuropeiska influenser. Konstakademin i Sankt Petersburg (1757) stärkte porträttmåleriet med konstnärer som Fjodor Rokotov och Dmitrij Levitskij. Under 1800-talet skildrade konstnärer som Aleksej Venetsianov och Ilja Repin både vardagsliv och samhällskritik. Gruppen Peredvizjnikerna, grundad 1870, förespråkade en folklig och realistisk konst.
Vid sekelskiftet 1900 dominerade avantgardet med namn som Wassily Kandinsky och Kazimir Malevitj. Samtidigt blev rysk folkkonst en inspirationskälla. Konsthantverk, särskilt Fabergés arbeten, samt möbel- och glastillverkning, reflekterade både nationella och västerländska ideal.

#### Film
Efter Sovjetunionens fall 1991 minskade produktionen av kvalitetsfilmer drastiskt. Få filmer från 1990-talet, som Brända av solen och Barberaren i Sibirien, nådde större framgång. Den moderna ryska filmen är mer vinstinriktad, vilket skapar osäkerhet kring skaparfrihetens framtid.
Regissörer som Alexander Sokurov, kallad "Den nya Tarkovskij", har dock fått internationell uppmärksamhet med verk som Den ryska arken och Solen. Filmer som Återkomsten och Vägen till Koktebel har också prisats, medan animerad film, som Prins Vladimir, återvunnit popularitet.
Vissa filmer fyller nationalistiska syften, exempelvis 1612, som skildrar historiska händelser. Samtidigt har rysk film nått en global publik med verk som Night Watch och Day Watch.

### Traditioner

#### Helgdagar
De officiella helgdagarna i Ryssland är följande:
- Nyårsdagen - 1 januari.
- Ortodoxa julen - 7 januari.
- Fäderneslandsförsvararens dag - 23 februari.
- Internationella kvinnodagen - 8 mars.
- Arbetets dag - 1 maj.
- Segerdagen 1945 (i andra världskriget) - 9 maj.
- Rysslands dag (nationaldagen) - 12 juni.
- Nationella enighetsdagen - 4 november.

De mest firade högtiderna är nyår, internationella kvinnodagen och segerdagen. Arbetets dag har minskat i betydelse efter Sovjetunionens upplösning.

#### Matkultur
Ryska köket är varierat och påverkat av många folkgrupper, med tydliga spår även i andra delar av före detta Sovjetunionen. Matvanorna varierar över landet, men baseras ofta på stapelföda som spannmål, potatis, kål och rotfrukter.
I norra Ryssland, där färska grönsaker är sällsynta, är ketchup och smetana vanliga tillbehör. Från tajgan hämtas råvaror som bär, svamp, fisk och vilt. Piroger finns i många storlekar och variationer och är en uppskattad del av det ryska köket.

### Sport

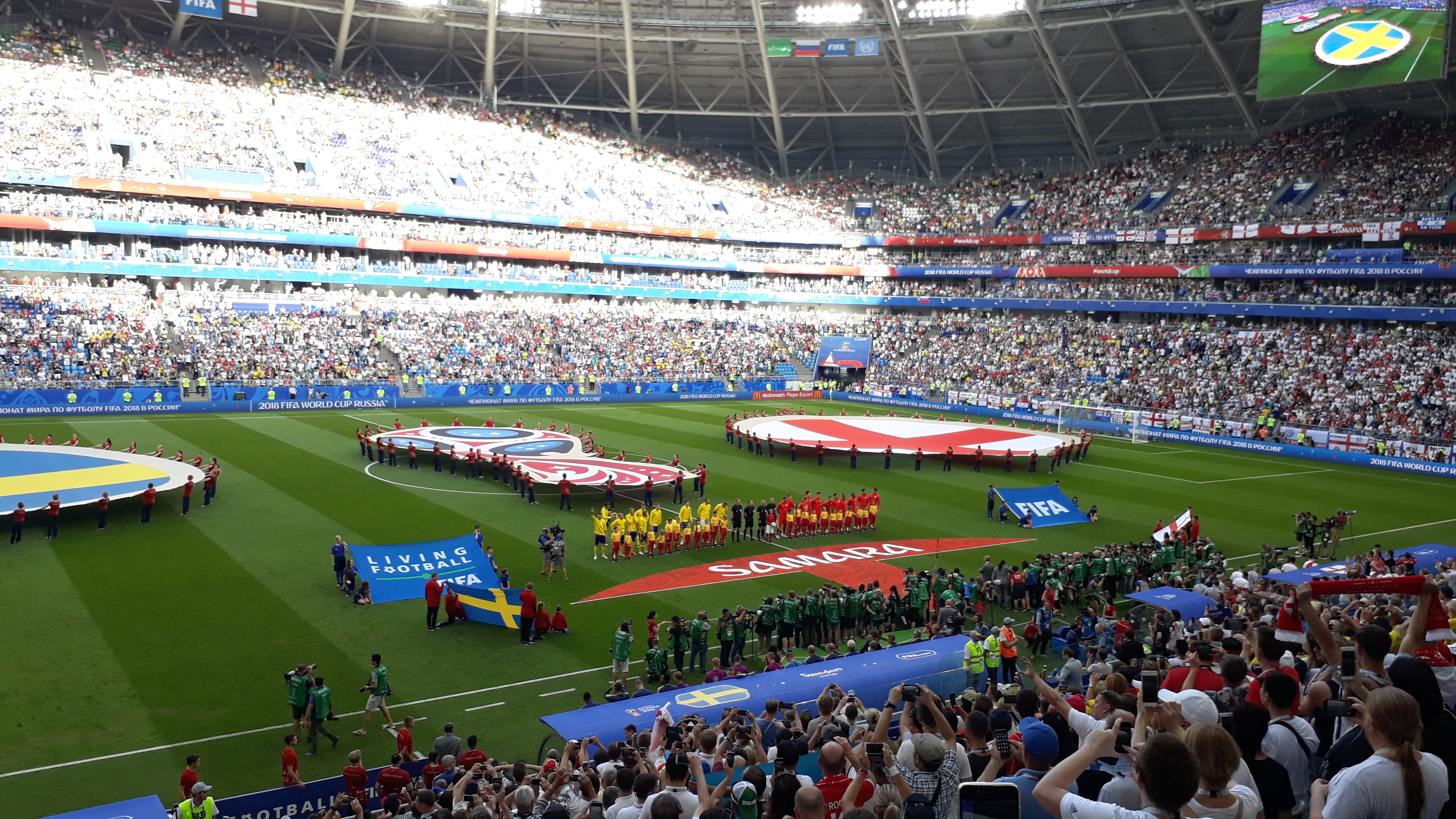
Världsmästerskapet i fotboll 2018 spelades i Ryssland.

De populäraste sporterna i Ryssland är fotboll och ishockey. Även basketboll är populärt och Rysslands herrlandslag blev europeiska mästare år 2007. I fotboll har det ryska landslaget nått framgångar under 2000-talet, och de tog sig till semifinal i Europamästerskapet 2008 men besegrades där av Spaniens lag. Kända spelare i det ryska landslaget är Andrej Arsjavin (FK Kuban Krasnodar) och Pavel Pogrebnjak (Dynamo Moskva). Bland ryska fotbollsklubbar har lag som FK Zenit Sankt Petersburg och CSKA Moskva fått framgångar i europeiska mästerskap.
Rysslands herrlandslag i ishockey har vunnit flera världsmästerskap. Den ryska ligan KHL innehåller 26 klubbar från 7 länder; ligan är skapad som ett försök att konkurrera med NHL och har politiskt stöd.
Ryssland arrangerade även Världsmästerskapet i fotboll 2018.
Efter flera år av dopinganklagelser beslutade IOK den 5 december 2017 att införa straffåtgärder mot Ryssland. Ryska idrottare och lag tvingades de kommande åren tävla utom rysk flag, och utan Rysslands nationalsång vid prispallsceremonierna. Efter Rysslands invasion av Ukraina i februari 2022 stängdes såväl Ryssland som Belarus av från flera internationella idrottstävlingar, som en del av omvärldens sanktioner.

## Internationella rankningar
| Organisation                                | Undersökning                   | Rankning   |
| ------------------------------------------- | ------------------------------ | ---------- |
| Heritage Foundation/The Wall Street Journal | Index of Economic Freedom 2019 | 98 av 180  |
| Reportrar utan gränser                      | Pressfrihetsindex 2019         | 148 av 180 |
| Transparency International                  | Korruptionsindex 2019          | 138 av 180 |
| FN:s utvecklingsprogram                     | Human Development Index 2018   | 49 av 189  |